# Я люблю Люси
«Я люблю Люси» (англ. I Love Lucy; США, 1951—1957) — американский телевизионный ситком, который сначала транслировали на канале «CBS» с 15 октября 1951 по 6 мая 1957 года, в общей сложности вышло 180 получасовых эпизодов, охватывающий 6 сезонов (включая «утерянную» пилотную серию и рождественский выпуск). В сериале снимались Люсиль Болл, её настоящий муж Деси Арнас, Вивиан Вэнс и Уильям Фроули. В сериале зрители наблюдали за жизнью Люси Рикардо (Болл), домохозяйки среднего класса в Нью-Йорке, которая придумывала различные способы со своими друзьями (Вэнс и Фроули), чтобы выступить в ночном клубе своего мужа, лидера группы (Арнас), либо использовала многочисленные уловки, чтобы попасть, или стать частью шоу-бизнеса. После того как сериал закончился, в 1957 году, его модифицированная версия продолжалась ещё 3 сезона с 13 одночасовыми сериями. Это длилось с 1957 по 1960 годы, называлось «Шоу Люсиль Болл-Деcи Арнаса» (англ. The Lucille Ball-Desi Arnaz Show), но позже его переименовали в «Час Комедии Люси-Деcи».
«Я люблю Люси» стал самым популярным сериалом в Соединённых Штатах за четыре из шести сезонов, и был первым, который закрыли на вершине рейтинга Нильсена (это достижение позже совпало с «Шоу Энди Гриффита» и сериалом «Сайнфелд» в 1998 году). По состоянию на 2011 год, сериал был синдицирован на десятки языков по всему миру, и остаётся популярными среди американской аудитории в 40 миллионов зрителей каждый год. Колоризация рождественского эпизода привлекла более 8 миллионов зрителей, когда «CBS» транслировал его в прайм-тайм в 2013 году, спустя 62 года после премьеры. С тех пор канал транслировал два или три колоризированных эпизода каждый год, на рождество и весной.
Шоу было первой телевизионной программой со сценарием, которое снимали на 35-мм киноплёнку перед аудиторией в студии. А также получила многочисленные награды и номинации, и выиграло пять премий «Эмми». Это было первое шоу с участием ансамбля актёров, его считают одним из величайших и влиятельных комедийных сериалов в истории. В 2012 году он был признан «Лучшим телешоу всех времён» в опросе проведённым «ABC News» и журналом «People».

## Сюжет

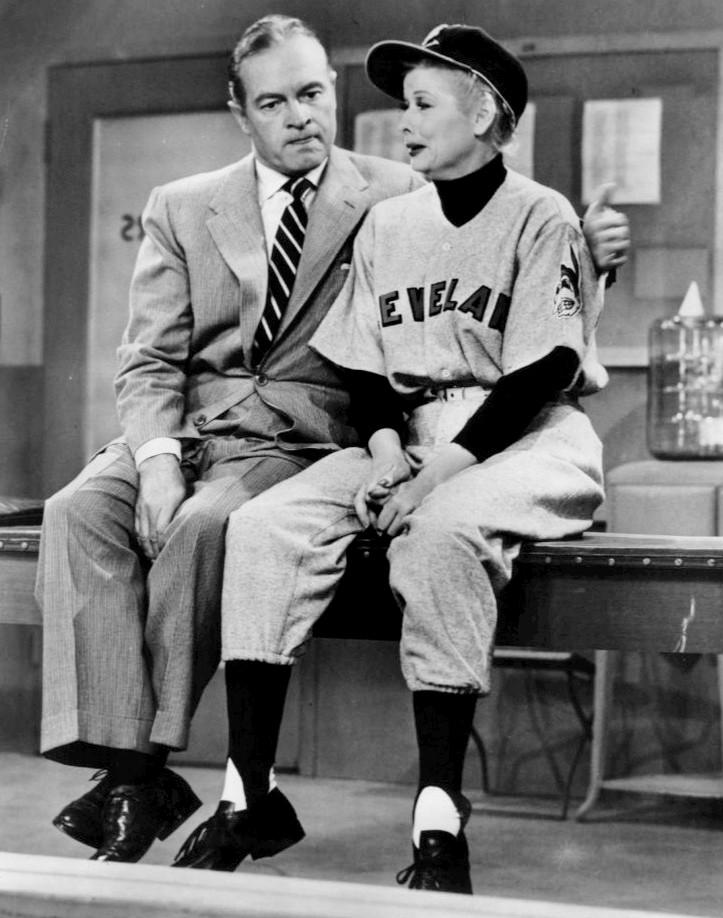
Боб Хоуп и Люсиль Болл на стадионе «Янкис». Кадр из эпизода «Люси и Боб Хоуп».

Действие сериала проходит в жилом доме, который расположен в центре Нью-Йорка, где живут Люси Рикардо (Люсиль Болл) и её муж певец и руководитель оркестра Рикки Рикардо (Деси Арнас), а также их лучшие друзья и домовладельцы Фред Мерц (Уильям Фроули) и Этель Мерц (Вивиан Вэнс). Во втором сезоне у Люси и Рикки появляется сын Рикки Рикардо-младший (маленький Рикки), чьё рождение было приурочено к реальному рождению сына Люсиль и Деси — Деси Арнаса-младшего.
Люси наивна, амбициозна, незаслуженно рвётся к славе и с ловкостью втягивает себя и своего мужа в неприятности, каждый раз, когда пытается сделать хоть что-то в шоу-бизнесе. Лучшие друзья Рикардо Фред и Этель, являются бывшими артистами водевиля, и это только усиливает рвение Люси проявить себя как артистку. К сожалению, у неё мало востребованных профессиональных навыков. Она, кажется, не способна исполнить мелодию, или сыграть что-то, кроме простых песен, таких как «Светлячок» (англ. Glow Worm) на саксофоне и поэтому многие из её выступлений превращаются в катастрофу. Однако сказать, что у неё совершенно нет таланта было бы неверно, так как иногда её показывают, как хорошую танцовщицу и компетентную певицу. Ей, как минимум дважды, предлагали контракты телевизионные и кино-компании — сначала в эпизоде «Прослушивание» после того, как она заменила травмированного клоуна в постановке Рикки, а затем в Голливуде, когда она танцует на вечеринке для руководителей студии, используя резиновый манекен Рикки в качестве партнёра.
Шоу предоставило Болл большие возможности, чтобы показать своё значительное мастерство в клоунаде и физической комедии. Развитие персонажей не было главной задачей ранних ситкомов, поэтому о её жизни до замужества было мало что сказано. В нескольких эпизодах упоминалось, что она родилась в Джеймстауне, Нью-Йорк (родной город Люсиль Болл), позже это было исправлено на Западный Джеймстаун. Так же, что она окончила среднюю школу Джеймстауна, и что её девичья фамилия МакГилликадди (указывая на её шотландскую или ирландскую этническую принадлежность, по крайней мере со стороны её отца, хотя однажды она упомянула, что её бабушка была шведкой, а в Джеймстауне есть большие ирландские и шведские общины). Упоминалось так же, что она встретила Рики во время круиза на корабле, на котором она путешествовала со своей подругой из агентства в котором она работала. Её семья отсутствовала, за исключением редких появлений её безумной матери (Кэтрин Кард), которая никак не могла произнести имя Рикки правильно. Люси также показывала много характерных черт которые были свойственны для комиков женского пола в то время, включая скрытность относительно её возраста и настоящего цвета волос, а также небрежность к деньгам наряду с материалистичностью, настаивая на покупке новых платьев и шляпок для каждого случая и рассказывать друзьям, что они с Рикки богаты. Она так же была показана как преданная домохозяйка и внимательная мама. Роль Люси заключалась в том, чтобы заботиться о своём муже, она оставалась дома и занималась домашними делами, когда её муж Рикки уходил на работу. В послевоенную эпоху Люси устраивалась на работу вне дома, но на этих работах её показывали как женщину, неспособную выполнять свои обязанности.
Мужа Люси, Рикки Рикардо, показывают перспективным кубинско-американским певцом и руководителем оркестра с бурным характером. Его терпение часто проверяется выходками его жены, пытающейся попасть в шоу-бизнес, непомерными тратами на одежду и мебель. Когда он раздражён он начинает быстро говорить по-испански. Как и в случае с Люси, мало что рассказывается о его прошлом или семье. Мать Рики (роль играет актриса Мари Эмери) появляется лишь в двух эпизодах, в другом Люси упоминает, что у него есть пятеро братьев и сестёр. Рикки так же говорил, что его «практически воспитал» его дядя Альберто (которого они навещали во время семейного визита на Кубу) и что он учился в Гаванском университете.

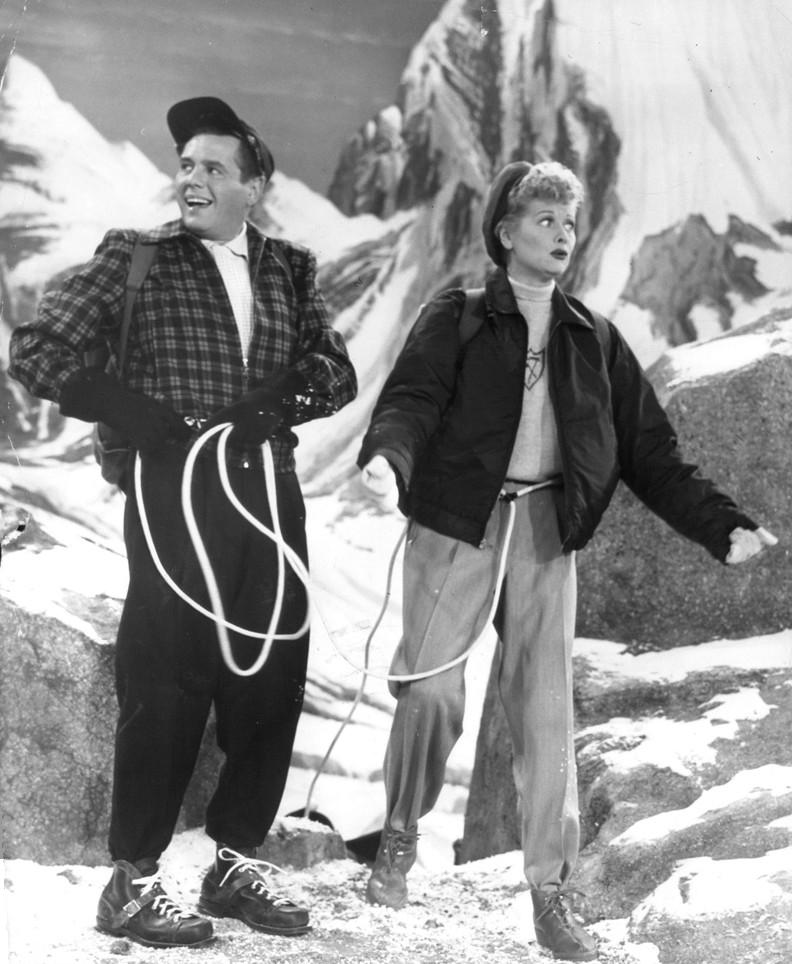
Люси и Рикки во время европейского отпуска, кадр из эпизода «Люси в Швейцарских Альпах».

В специальной серии с воспоминаниями 1957 года «Люси отправляется в круиз до Гаваны» в «Час комедии Люси-Деcи» подробно рассказывают о том, как Люси и Рикки встретились и как Рикки приехал в Соединённые Штаты. Сама по себе история связана с обозревателем светской хроники Хедой Хоппер, и основывается навоспоминаниях, как пара познакомилась в Гаване, когда Люси, её подруга и Мерцы отдыхали там в 1940 году. Несмотря на то, что Рикки был выпускником университета хорошо владеющим английским языком, он был водителем конного такси, который ожидал клиентов на пирсе, куда туристы прибывают на корабле. Рикки нанимается одним из гидов для Люси, и они влюбляются. По счастливой случайности Люси, на судне, встречает популярного певца Руди Валле, и организует прослушивание для Рики, который был нанят в оркестр Валле, таким образом помогая ему иммигрировать в Соединённые Штаты на том самом судне, на котором возвращались Люси и Мерцы. Позже Люси говорит, что Рикки играл у Валле только одну ночь перед тем, как уйти в оркестр к Шавьеру Кугату.
Стоит обратить внимание, что специальная серия с воспоминаниями «Люси отправляется в круиз до Гаваны» и история о том, как встретились Люси и Рики, не совпадают с 18 эпизодом 4 сезона под названием «Дон Жуан и старлетки» (1955). В этой серии Люси ошибочно полагает, что Рики отсутствовал всю ночь после того, как его рекламный агент Росс Эллиотт отправляет его на премьеру фильма в сопровождении молодых девушек, которые снялись в его фильме. В ответ на последующий спор, Люси жалуется, что она допустила ошибку 15 лет назад, когда Марион Стронг спросила её, не хочет ли та отправиться на свидание вслепую с кубинским барабанщиком, и она сказала «да».
Люси часто общается со своей соседкой и лучшей подругой Этель Мерц. Этель — бывшая модель из Альбукерке, штат Нью-Мексико, и пытается вновь пережить дни своей былой славы в водевиле. Рикки же, более склонен включать Этель в выступления у себя в ночном клубе, потому что, в отличие от Люси, она довольно хорошо поёт и танцует.
Муж Этель, Фред, служил на первой Мировой Войне и пережил Великую депрессию. Он очень скуп на деньги и весьма вспыльчивый тип. Тем не менее он так же показывает, что может быть мягким и проникновенным, особенно когда речь заходит о маленьком Рикки. Фред также может петь и танцевать и часто выступал дуэтом с Этель.
Манхэттенское здание, в котором жили Люси и Рики до переезда в Уэстпорт, штат Коннектикут, было расположено на вымышленной 68-й Восточной улице, дом 623 в Верхнем Ист-Сайде Манхэттена, сначала в квартире 4А, а после рождения маленького Рики они переехали в квартиру побольше — 3В (позже переименованную в 3D, а квартиру Мерцев переименовали в 3В). В реальности номера домов возрастают только до 500, после чего улица заканчивается, перед улицей Ист-Ривер.

## Актёрский состав

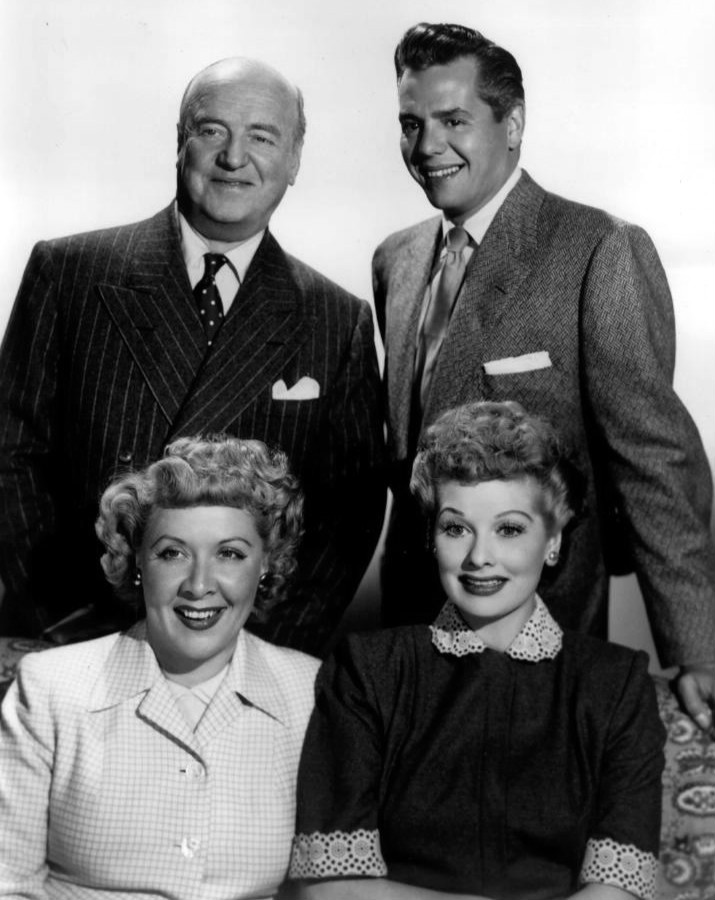
Главный актёрский состав.
Сверху (слева направо): Уильям Фроули, Деси Арнас.
Внизу (слева направо): Вивиан Вэнс, Люсиль Болл.

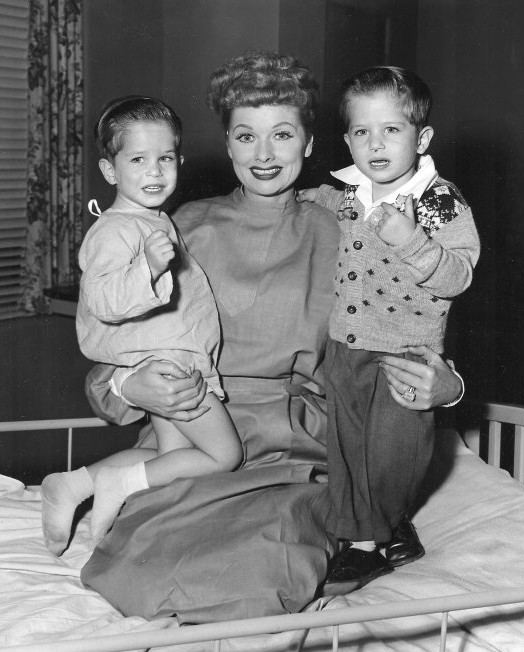
Майк (слева) и Джо Майер играли маленького Рикки в детстве.

- Люсиль Болл — Люсилль «Люси» Эсмеральда Рикардо (бывш. МакГилликадди).
- Деси Арнас — Энрике «Рикки» Альберто Фернандо Рикардо де Ача Рикардо III.
- Вивиан Вэнс — Этель Роберта Луиза Мэй Мерц (бывш. Поттер). Вторые имена Этель, Роберта, Луиза и Мэй были «взяты» из разных эпизодов, вместе их никогда не использовали.
- Уильям Фроули — Фредерик «Фред» Хобарт Эди Мерц.
- Ричард Кит[англ.] — Энрике Альберто Рикардо IV («Рикки Рикардо-младший»)
- Близнецы Майкл Майер и Джозеф Майер — оба играли «маленького Рикки» в роли малыша.
- Кэтрин Кард[англ.] — миссис МакГилликадди, мать Люси (так же Минни Финч в эпизоде «Интервью для журнала»)
- Мэри Джейн Крофт[англ.] — исполняла роли: Синтии Харкорт, школьной подруги Люси; Эвелин Бигсби в эпизоде «Возвращение домой из Европы»; позже Бетти Рэмси — соседки в Уэстпорте.
- Фрэнк Нельсон[англ.] — исполнитель ролей Фрэдди Филлмора, Ральфа Рэмси, а также многих других персонажей сериала.
- Джерри Хауснер[англ.] — Джерри, агент Рикки.
- Дорис Синглтон[англ.] — Кэролин Эпплби (изначально персонажа звали Лиллиан Эпплби, но после первого появления Синглтон в сериале, продюсеры решили, что имена Люсиль и Лиллиан звучат слишком похоже, поэтому имя решили заменить на Кэролайн).
- Ширли Митчелл — Мэрион Стронг, сначала эта роль предназначалась для Марджи Лист.
- Элизабет Паттерсон — миссис Матильда Трамбулл (также мэр города в эпизоде «Свидетельство о браке»).
- Чарльз Лэйн[англ.] — исполняет роли различных персонажей.
- Барбара Пеппер — исполняет роли различных персонажей.
- Ив МакВиг[англ.] — Роберта, парикмахер Люси.
- Боб Джеллисон — Бобби, посыльный в Голливуде.
- Мэри Уикс — мадам Ле Монд, учитель в балетном классе.

Гэйл Гордон и Би Бенадерет, вспомогательный актёрский состав в постановке «Мой любимый муж», изначально были приглашены на роль Фреда и Этель, но ни один из них не мог согласиться из-за ранее принятых обязательств. Гордон всё же появился в сериале, в качестве приглашённой звезды, он сыграл роль босса Рикки, мистера Литтлфилда, в двух эпизодах, а затем роль судьи в гражданском суде. Гордон был ветераном классических дней на радио, в которых он довел до совершенства роль раздражённого персонажа, как, например, в передачах «Наша мисс Брукс» и «Фиббер МакГи и Молли». Он продолжал сниматься вместе с Болл во всех её проектах после «Я люблю Люси» («Шоу Люси», «Вот — Люси» и «Жизнь с Люси»). Бенадерет была приглашённой звездой лишь в одном эпизоде, в роли пожилой миссис Льюис, соседки семьи Рикардо.
Барбара Пеппер (позже известная как Дорис Зиффель в сериале «Зелёные просторы») так же рассматривалась на роль Этель, но Пеппер очень сильно пила после смерти своего мужа Крейга Рейнольдса. Её дружба с Болл началась ещё со времен съёмок в фильме «Скандал в Риме» (1933), в котором обе появились в качестве «Девочек Голдвина». Тем не менее, она снялась, как минимум, в девяти сериях «Я люблю Люси» в эпизодических ролях.
Многие из имён героев сериала были даны в честь членов семьи Люсиль Болл или близких друзей. Например, Мэрион Стронг была одной из её лучших подруг и соседкой по комнате в Нью-Йорке, она также пригласила Люси и Дези на их первое свидание. Лилиан Эпплби была учителем Люси, когда та участвовала в любительском спектакле. Полин Лопус была подругой детства, а Фредом звали её дедушку и брата. У Люси и Дези был бизнес-менеджер мистер Эндрю Хикокс, и в первой серии 4-го сезона под названием «Бухгалтер» Люси и Рики наняли человека по имени мистер Хихокс.

### Основная производственная группа
- Режиссёры: Марк Дэниелс (33 серии, 1951—1953 гг.); Уильям Эшер (101 серия, 1952—1957 гг.); Джеймс В. Керн[англ.] (39 серий, 1955—1957 гг.)
- Продюсеры: Джесс Оппенхаймер[англ.] (153 серии, 1951—1956 гг.); Деси Арнас (исполнительный продюсер — 124 серии, 1952—1956 гг.; продюсер — 26 серий, 1956—1957 гг.)
- Сценаристы: Джесс Оппенхаймер (главный сценарист, сезоны 1-5), Мэдлин Пью[англ.] и Боб Кэрролл мл.[англ.] (все сезоны, включая «Час комедии Люси-Деси»), Боб Шиллер[англ.] и Боб Вейскопф[англ.] (сезоны 5-6 и «Час комедии Люси-Деси»)
- Композиторы: Вилбур Хэтч[англ.] (33 серии, 1951—1954 гг.); Элиот Дэниэл (135 серий, 1952—1957 гг.); Марко Ризо[англ.] (1951—1957 гг.)
- Кинематограф: Карл Фройнд (149 серий, 1951—1956 гг.)
- Художник по костюмам: Элоиз Дженссен (57 серий, 1953—1955 гг.)
- Монтажёры: Дэнн Кан[англ.], Бад Молин[англ.].

## Предыстория и развитие
Люсиль Болл приехала в Голливуд в качестве успешной модели в Нью-Йорке. Она была выбрана Сэмюэлем Голдвином, и стала одной из шестнадцати «Девочек Голдвина», чтобы сняться в звёздной картине «Скандал в Риме» (1933) с Эдди Кантором в главной роли. Увлечённая и трудолюбивая Болл смогла ненадолго закрепиться на студии Сэмюэла Голдвина и «Columbia Pictures», а затем и на «RKO Pictures». Именно на «RKO» Болл получила постоянную работу в кино, сначала в эпизодических и небольших ролях, а затем добилась второстепенных ролей в художественных фильмах, потом и главных ролей в фильмах «категории B», из-за чего получила прозвище «королева боливаров». Во время её пребывания в «RKO», Болл приобрела репутацию комедийной актрисы, не стесняясь буффонадных ролей, которые большинство актрис избегали, благодаря чему постоянно получала работу. В 1940 году Люсиль познакомилась с Деси Арнасом, кубинским лидером группы, который только что успешно выступил с бродвейском шоу «Слишком много девушек». «RKO» купил права на съёмки фильма, и Болл утвердили на роль возлюбленной Арнаса. У пары начали развиваться бурные отношения, приведшие их к побегу в Коннектикут в ноябре 1940 года. Несмотря на их брак, их карьера не давала им быть вместе, работа в кино удерживала Люси в Голливуде, а из-за выступлений в ночных клубах с оркестром, Деси проводил много времени в разъездах.
Хоть у Люси и была постоянная работа в кино, карьера Люси никогда не достигала уровня главной актрисы художественных фильмов, тем не менее она оставалась популярной среди зрителей. Болл попала в поле зрения компании «Metro-Goldwyn-Mayer» после того, как получила признание критиков за свою роль в фильме Дэймона Раньона 1942 года «Большая улица», которая выкупила её контракт. Именно в «MGM» Болл, ещё будучи блондинкой, перекрасила волосы в рыжий цвет, чтобы дополнять возможности техниколора, где студия планировала задействовать её. «MGM» использовала Болл в различных проектах, но известной она стала после работы с комиком Редом Скелтоном в фильме «ДюБари была дамой» (1942). Где её физическая комедия была поставлена передний план, после чего она заработала репутацию «сумасшедшей рыжей», как потом её называл Рикки. Тем не менее, поразительная красота Болл резко контрастировала с её комедийными выходками, во время съёмок в фильмах, таким образом студия пробовала задействовать её в разных жанрах кино, что мало проявляло её умения. Учитывая трудности с её исполнением, «MGM» решила не продлевать с ней контракт, который истёк в 1946 году.
Болл начала работать фрилансером в кино, а также рассматривала другие проекты. До и во время «Второй мировой войны» у Люси было несколько запоминающихся успешных появлений в качестве гостя на нескольких радиопрограммах, среди которых было радио-шоу Джека Хейли и радиопрограмма руководителя популярного джаз-оркестра Кея Кайсера. На этих выступлениях на Люси, обратили внимание «CBS», и её пригласили её участвовать в одной из двух новых получасовых ситкомов: «Наша мисс Брукс» и «Мой любимый муж». Выбрав последнее, Люси исполнила роль Лиз Кугат (позже англизированную в Купер), разочарованную и коварную домохозяйку банкира из Миннеаполиса, которого сналача играл Ли Боуман, а затем Ричард Деннинг. Основываясь на романе Изабель Скотт Рорик «Мистер и миссис Кугат», «Мой любимый муж» был спродюсирован Джессом Оппенхаймером, сценарий был написан им же, а также сценаристами Мэдлин Пью и Бобом Кэрроллом мл., премьера состоялась 23 июля 1948 года и спонсировалась компанией «General Foods». Во время работы над радиопрограммой Люсиль снялась в двух фильмах с Бобом Хоупом «Несчастный Джонс» (1949) и «Модные штаны» (1950). Оба фильма собрали большую кассу, и были хорошо оценены критиками, что ещё больше закрепило репутацию Болл как первоклассного комика. Заметив её растущую популярность среди аудитории, «CBS» решилась на дальнейшую работу с ней.
В 1950 году «CBS» попросили Болл разработать постановку «Мой любимый муж» для телевидения вместе с коллегой Ричардом Деннингом. Однако в телешоу она видела отличную возможность поработать с Деси, поэтому Люси настояла на том, чтобы роль её мужа в сериале исполнил её реальный муж, к большому разочарованию «CBS», которая не хотела, чтобы муж героини был кубинцем. Руководители студии полагали, что зрители не поверят в брак между чистокровной американской девушкой и латиноамериканским мужчиной. Чтобы доказать, что «СBS» ошибаются, они разработали комедийную пьесу, написанную Кэрроллом и Пью, которую они поставили в историческом театре Нью-Йорка «Ritz» совместно с оркестром Арнаса. Выступление имело большой успех, что убедило исполнительного директора Гарри Экермана, что пара Болл-Арнас будет стоящей авантюрой. В это же время конкурирующие сети «NBC», «ABC» и «DuMont» проявляли интерес к паре Болл-Арнас, чем и воспользовался Экерман, чтобы убедить «CBS» использовать именно этот дуэт.
Пилотный выпуск был снят и показан в Голливуде в марте 1951 года, что совпало в первой беременностью Люси и окончанием программы «Мой любимый муж», последний эпизод которого вышел в 31 марта 1951 года. Болл и Арнас использовали одну и ту же постановку Оппенхаймера, Пью и Кэрролл, для создания теле-сериала, который назвали «Я люблю Люси». Агент пары Дон Шарп, показывал пилотный выпуск многим агентствам, без особого успеха. И в конце концов рекламный агент Милтон Х. Биоу показал серию свои клиентам, и уговорил, табачного магната «Philip Morris» спонсировать шоу.

### Производство

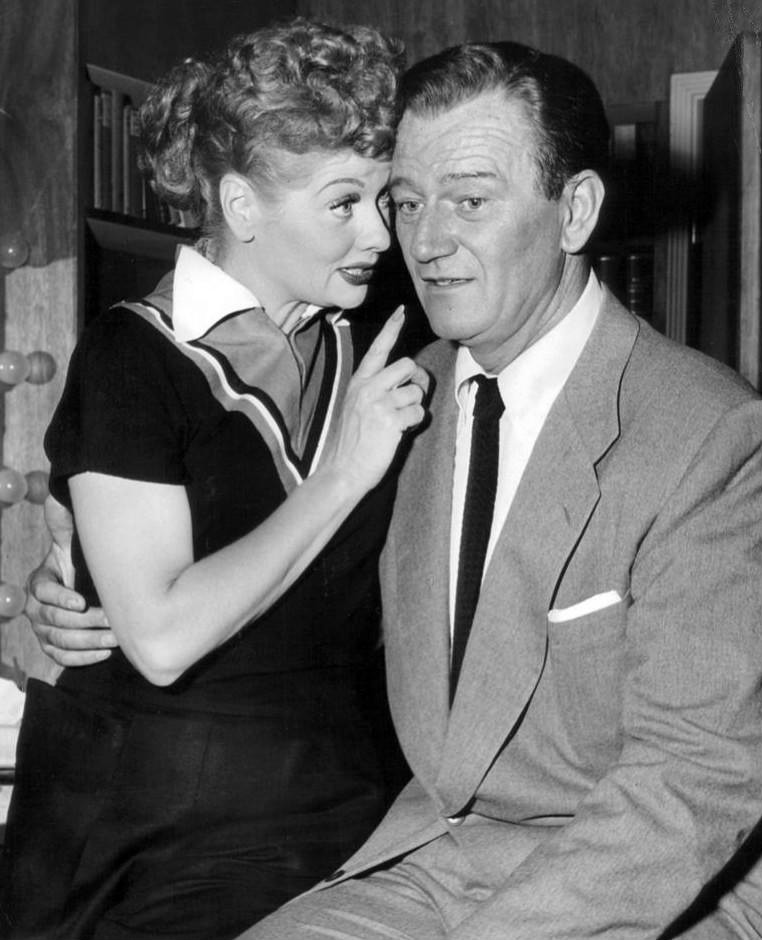
Люсиль и Джон Уэйн на съёмках эпизода «Люси и Джон Уэйн».

На протяжении весны и лета 1951 года «Я люблю Люси» перешло к производству. Оппенхаймер, Пью и Кэрролл начали дорабатывать помещение сериала и писать сценарии к первым сериям. У трио было много возможностей, имея накопившиеся сюжетные линии от программы «Мой любимый муж», и они использовали их на телевидении. Помимо этого, были собраны актёрский состав и ансамбль. Деси Арнас сохранил свой оркестр, который был использован и в серии музыкальных номеров, а также для заполнения фона в переходящих сценах. Друг детства Арнаса Марко Рицо, занимался аранжировкой музыки и играл на пианино в шоу, в то время как Вилбур Хэтч был дирижёром оркестра. После того, как «Philip Morris» подписали контракт на спонсорство шоу, возникли две проблемы, которые в конечно итоге изменили судьбу «Я люблю Люси».
Люси и Деси изначально решили, что их шоу будет выходить в эфир раз в две недели, так же, как и «Шоу Джорджа Бернса и Грейси Аллен». «Philip Morris» в свою очередь настаивал, чтобы шоу выходило еженедельно, тем самым сократив возможность Люсиль продолжать карьеру в кино совместно с телевизионным шоу. Другая проблема заключалась в том, что компания хотела, чтобы сериал транслировался из Нью-Йорка, а не из Голливуда. В то время большинство телевизионных шоу напрямую транслировались из Нью-Йорка, для восточной и средне-западной аудитории. Зрители Западного побережья могли просматривать прямые трансляции только через некачественный кинескоп, которые могли воспроизводить картины только с записи 35-мм. или 16-мм. плёночной камеры. Поскольку видеокассета ещё не была изобретена, кинескопы, казалось, были единственным средством позволяющим транслироваться в эфире на телевизионных рынках Западного побережья. Сложность заключалась в том, что кинескопы не были доступны для немедленной ретрансляции, поскольку в 1951 году ни одна кабельная система, от побережья до побережья не использовалась. Шоу нужно было отправлять в Голливуд, что почти на неделю задерживало показ для зрителей Западного побережья. Процесс работал в обратном направлении для немногих программ, которые были сделаны в прямом эфире в Голливуде, таких как «Шоу Эда Винна», таким образом не качественные кинескопные версии этих шоу — единственный доступный вариант для аудитории Восточного побережья. Большинство спонсоров, в том числе «Philip Morris», сочли это нежелательным, поскольку большая часть телевизионной аудитории в то время жила к востоку от Миссисипи.
Хотя пилотный выпуск был разработан для кинескопа, для самой серии процесс был отклонён. В связи с предстоящим рождением первенца, Люси и Деси настояли на том, чтобы остаться в Голливуде, и самим продюсировать сериал на телевидении, и чтобы начать производство нескольких голливудских сериалов. И «CBS» и «Philip Morris» изначально отказались от этой идеи из-за более высоких затрат на съёмки шоу, но согласились после того, как пара предложила им сократить затраты на 1000 долларов в неделю, покрыв дополнительные расходы. Взамен Люси и Деси потребовали 80 % владения сериала «Я люблю Люси» (другие 20 % достались продюсеру Джессу Оппенхаймеру, который затем 10 % разделил пополам между сценаристами Мэдлин Пью, и Бобом Кэрроллом мл.). Однако запись шоу на плёнку требовали от Люси и Деси взять на себя ответственность за производство сериала. Соглашение с профсоюзом в то время предусматривало, что в любой продукции, снятой на студии, будут задействованы сотрудники киностудии. Сотрудники «CBS» работали на телевидении и на радио, и поэтому попадали под различные профсоюзные соглашения. Таким образом Арнас реорганизовал компанию, которую он создал, чтобы управлять своими заказами с оркестром, и использовал её в качестве корпорации которая будет производить «Я люблю Люси». Компания была названа «Desilu». от сочетания имён «Desi» и «Lucille».
Хотя некоторые телесериалы уже снимались в Голливуде, большинство использовало формат одиночной камеры, знакомый по фильмам, с записью закадрового смеха, добавленных в комедии для имитации реакции аудитории. Арнас и создатель сериала Джесс Оппенхаймер решили, что Люси нужно работать перед живой аудиторией, чтобы воссоздать ту же комическую энергию, которую она демонстрировала на радио. Идея киностудии, которая могла вместить аудиторию, была новой для того времени, поскольку правила пожарной безопасности затрудняли размещение большой аудитории в студии. Арнасу и Оппенхаймеру посчастливилось найти находящуюся в финансовом, затруднении студию общего обслуживания, расположенную на проспекте Лас-Пальмас в Голливуде. Владелец студии Джимми Нассер, охотно разместили компанию «Desilu» и позволили им, при финансовой поддержке «CBS», отремонтировать две из своих студий, чтобы они смогли разместить аудиторию и соответствовать местному регламенту о пожарах.
Ещё один аспект для съёмок шоу появился, когда было приобретено три 35-мм плёночных камеры для одновременной съёмки. Идея впервые была предложена Ральфом Эдвардсом на игровом шоу «Правда и последствия», и которая была использована в «Эймос и Энди», как способ сэкономить деньги, хотя «Эймос и Энди» не использовали аудиторию. Помощник Эдвардса, Эл Саймон, был нанят «Desilu», чтобы помочь усовершенствовать новую технологию для сериала. Процесс пригодился, для сериала «Люси», поскольку он устранил проблему, требующую, аудитории просматривать сцену три-четыре раза, а также реагировать на неё чтобы снять все необходимые кадры. Несколько камер так же позволили выполнять сцены в последовательности, как это было в пьесе, что было весьма необычно, в то время, для сериалов. Повторения были редкостью, и ошибки в диалогах часто проигрывались ради преемственности.

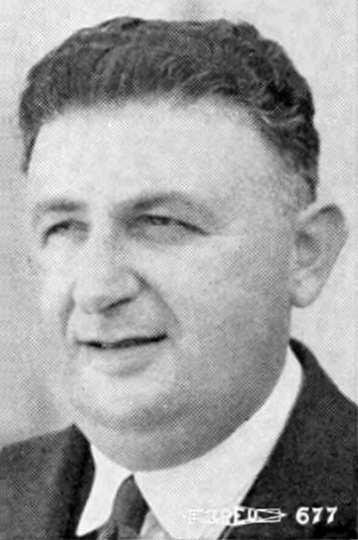
Кинематографист Карл Фройнд, 1932 год.

Болл и Арнас обратились к услугам кинематографиста Карла Фройнда, работавшего над таким фильмами, как «Метрополис» (1927), «Дракула» (1931) и «Благословенная земля» (1937), а также был режиссёром фильма «Мумия» (1932). Поначалу Фройнд не хотел иметь ничего общего с телевидением, но личная просьба супругов, убедила его взяться за работу.
Фройнд сыграл важную роль в разработке способа равномерного освещения студии, чтобы каждая их трёх камер получала одинаковую картинку. Фройнд отметил, что обычный эпизод (20-22 мин.) был снят примерно за 60 минут, при этом единственной постоянной проблемой был контраст оттенков, серого в окончательный вариант, поскольку каждый этап передачи и трансляции увеличивал контраст. Среди других нестандартных приёмов, используемых при съёмке шоу, банки с краской (в оттенках от белого до средне-серого находились на съёмочной площадке), чтобы «закрашивать» неподходящие тени и маскировать недостатки освещения. Фройнд так же применил «плоскую подсветку», в которой всё ярко освещается, чтобы исключить тени и необходимость бесконечного повторного освещения.
Реакция аудитории была живой, таким образом создавая гораздо подлинный смех, чем закадровый, используемый большинстве снятых ситкомов того времени. Постоянные зрители иногда были слышны среди эпизодов, характерный смех Арнаса, можно было услышать на заднем плане во время сцен, в которых он не принимал участие, а также мать Болл, Диди, чьё характерное «Ух ты!» можно было услышать во многих сериях. В последующие годы «CBS» занималась разработкой записью смеха из нескольких аудиторий «Я люблю Люси» и использовали его в качестве закадрового смеха в шоу, снятых без живой аудитории.
Шоу «Я люблю Люси» первое, где было использовано три камеры, после чего это стало стандартной техникой для производства большинства ситкомов, снятых перед аудиторией. Метод съёмки одной камерой, стал выбором для ситкомов снятых без аудитории. Это привело к неожиданной пользе для «Desilu» во время второго сезона сериала, когда стало известно, что Люси беременна. Будучи не в состоянии выполнять свои обязанности в 39 эпизодах шоу, и Деси и Джесс Оппенхаймер решили ретранслировать популярные эпизоды первого сезона, чтобы дать Люси необходимый отдых, в котором она нуждалась после родов, а также позволяя снимать меньше эпизодов в сезоне. Неожиданно эти ретрансляции оказались выигрышными, фактически породив повторные показы, что в итоге привело к прибыльному развитию рынка синдикации повторов.
Оригинальная заставка и рекламные баннеры были анимированными карикатурами Арнаса и Болл. Они были разработаны и анимированы дизайнером «MGM» и будущим мультипликатором «Флингстоунов» Джином Хейзелтоном, и создавались тайно по контракту с продюсером, который Уильям Ханна нанял в частном порядке. Спонсор программы сигареты «Phillip Morris» были показаны во многих сериях, поэтому, когда создатели сериала повторяли их, они были заменены знакомым логотипом сердца. Однако оригинальная анимация Джина Хейзелтона сохранилась, и её можно увидеть в коллекционном издании на DVD.
«Desilu Productions», которой совместно владели Болл и Арнаc, постепенно расширялась, создавая и сдавая в аренду помещения, для многих других шоу. В течение сезонов 1 и 2 (1951—1953 гг.) «Desilu» сами арендовали помещение, где снимали «Я люблю Люси», в студии общего обслуживания, которая потом стала известна как «Hollywood Center Studios». В 1953 году они арендовали Киноцентр на бульваре Кахугена, 846 в Голливуде и переименовали его в «Desilu Studios», где и снимали с 3 по 6 сезоны (1953—1957) сериала «Я люблю Люси». После 1956 года она стала известна как «Desilu-Cahuenga Studios», чтобы избежать путаницы с другими приобретенными студиями «Desilu». Чтобы не отставать от роста студии и потребностях в дополнительных звуковых сценах, Деси и Люси приобрели «RKO Radio Pictures» у «General Tire» в 1957 году более чем за 6 миллионов долларов, фактически владея студией в которой они начинали свою карьеру. «Desilu» приобрела два студийных комплекса «RKO», расположенных на улице Гауэр в Голливуде и в Калвер-Сити (в настоящее время часть «Paramount» и «Culver Studios»), а также участок в Калвер-Сити под названием «Сорок акров». Продажи были достигнуты за счёт того, что пара, в своё время купили права на владение, некогда ненужных серий «Я люблю Люси» у «CBS» за 4 миллиона долларов.
В 1962 году, спустя два года после распада брака, Люси выкупила у Деси акции студии «Desilu», став единственным владельцем студии. В конце концов она продала студию в 1967 году, владельцам «Paramount Pictures» — «Gulf + Western». После продажи «Desilu-Cahuenga» стала частной производственной компанией и была известна как «Ren-Mar Studios» до 2010 года, после того, как она была приобретена компанией «Red Digital Cinema Camera Company», её переименовали в «Red Studios — Hollywood».

### Мерцы
Как и в случае с программой «Мой любимый муж», сценаристы «Люси» решили, что семье Рикардо в тандем нужна пара, которая старше их. На радио-спектакле («Мой любимый муж»), эту пару, Рудольфа и Айрис Аттербери, играли актёры-ветераны Гэйл Гордон и Би Бенадерет, но их персонажи были более пожилыми и финансово стабильными, поскольку мистер Аттербери был боссом Джорджа Купера. Сначала Болл хотела, чтобы оба актёра повторили своих персонажей на телевидении, но они были заняты в то время другими проектами. Когда шоу было запущено в производство, Бернадерет играла уже играла Марш Мортон в «Шоу Джорджа Бернса и Грейси Аллен», а Гордон заключил контракт с «CBS» на роль мистера Конлина в радио- и теле-версиях «Наша мисс Брукс».

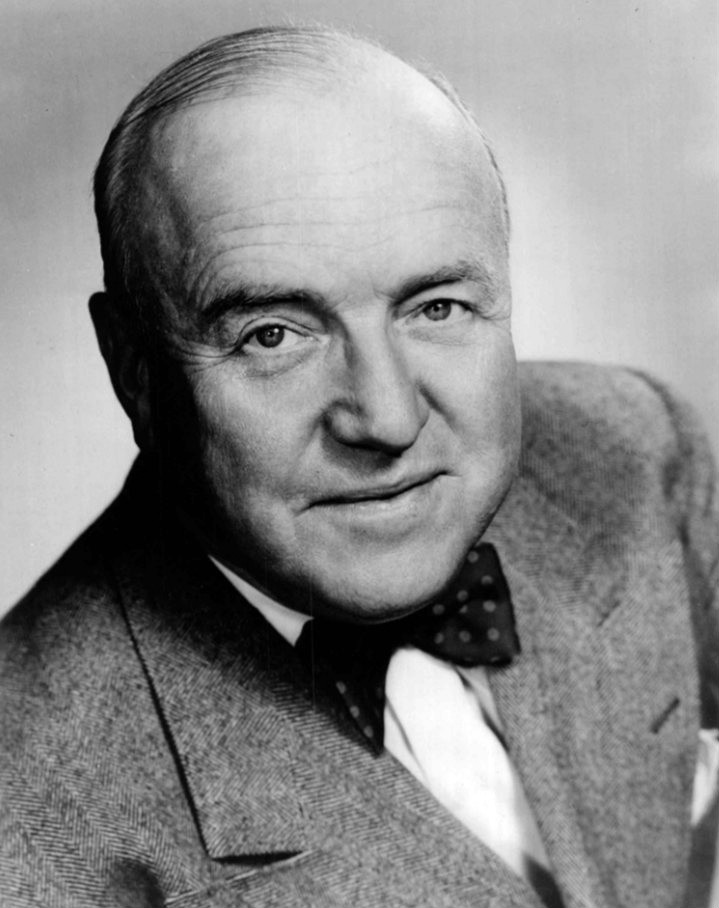
Уильям Фроули в 1951 году.

Поиск актёров на роль семьи Мерцев, как их потом переименовали (фамилия была взята от доктора, которого сценаристка Мэдлин Пью знала ещё в детстве в Индианаполисе), оказалось сложной задачей. Сначала Болл хотела, чтобы актёр Джеймс Глиссон, с которым она снималась в фильме «Мисс Грант захватывает Ричмонд» (1949) на «Columbia Pictures», сыграл Фреда Мерца. Однако Глиссон хотел получать 3500$ за эпизод, но эта цена была слишком высокой.
Шестидесяти четырёх-летний Уильям Фроули, опытный артист водевиля и киноактёр почти со 100 успешными ролями, был очень далёк от того, чтобы сыграть роль Фреда Мерца, пока он сам лично не позвонил Болл, и спросил, не найдётся ли, для него роль в её новом шоу. Болл, которая очень мало знала Фроули со времён её работы в «RKO», предложила его кандидатуру Арнасу и «CBS». Телекомпания возражала против идеи кастинга Фроули, опасаясь, что его чрезмерное употребление алкоголя — которое хорошо было известно в Голливуде — может помешать его участию в прямом эфире. Тем не менее Арнасу нравилась кандидатура Фроули, и он активно лоббировал для него эту роль, до такой степени, что сценаристы «Люси», переписали роль Фреда Мерца, сделав его менее финансово успешным и более проворным (в отличие от персонажа Гэйла Гордона, мистера Аттербери), чтобы соответствовать образу Фроули. «CBS» смягчились только после того, как Арнас по контракту обязал Фроули быть трезвым во время работы над шоу, и, как сообщалось, если он когда-либо появится на съёмочной площадке более одного раза в состоянии алкогольного опьянения, его уволят. За все 9 сезонов «Люси» пристрастие актёра не помешало его выступлению в прямом эфире, и со временем Арнас стал одним из не многих близких друзей Фроули.

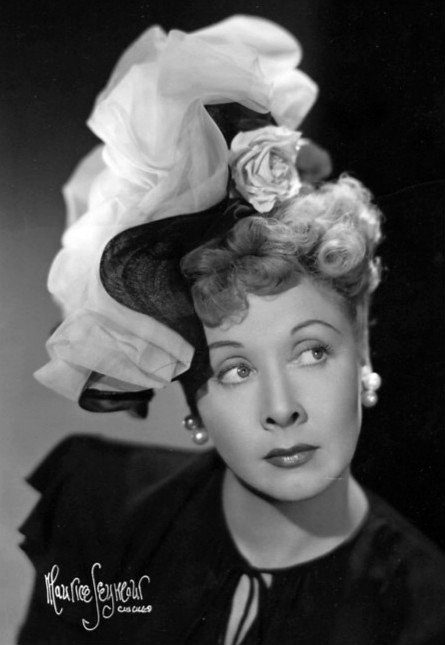
Вивиан Вэнс в 1948 году.

Поиски актрисы на роль Этель Мерц заняли довольно много времени. Поскольку её прототип из «Мой любимый муж» Би Бенадерет была занята, а давняя подруга Люси, Мэри Уикс, которой предложили роль, отказалась, чтобы не пользоваться близкой дружбой с Болл. Одним из вариантов на роль была актриса Барбара Пеппер, которая была близкой подругой Болл. У них было долгая дружба, с тех времён, когда Пеппер была одной из «Девочек Голдвина», и вместе с Люси приехала в Голливуд в 1933 году. Кандидатуру Пеппер одобряла сама Люси, но «CBS» отказали на основании, что у Пеппер тоже были проблемы с алкоголем, и гораздо серьёзнее, чем у Фроули. Тем не менее Пеппер всё же появилась в нескольких эпизодах сериала.
Вивиан Вэнс стали рассматривать на роль после рекомендации режиссёра «Люси» Марка Дэниелса. Дэниелс работал с Вэнс в Нью-Йорке на Бродвее в начале 1940-х годов. Вэнс уже была успешной эстрадной звездой, выступавшей на Бродвее в течение 20 лет в различных спектаклях, и, помимо этого, после переезда в Голливуд в конце 1940-х годов она уже получила две роли в кино. Тем не менее, к 1951 году она всё ещё была малоизвестной актрисой в Голливуде. Вэнс тогда играла в возрождении пьесы «Голос черепахи» (англ. «The Voice of the Turtle) в Ла-Холья, Калифорния. Арнас и Джесс Оппенхаймер пошли посмотреть на её игру в спектакле и там же предложили ей роль. Вэнс не хотела отказываться от своей работы на сцене и в кино ради телешоу, но Дэниэлс убедил её, что эта роль станет большим прорывом в её карьере. У Болл, однако были сомнения по поводу Вэнс, ведь она была моложе и гораздо привлекательнее, чем её персонаж, как пожилая домохозяйка. Болл была сторонником голливудской пословицы о том, что на съёмочной площадке должна быть только одна красивая женщина, и будучи звездой сериала, придерживалась ей. Однако Арнас был настолько впечатлён актёрскими способностями Вэнс, что нанял её. Затем было принято решение одевать Вэнс в более старомодную одежду, чтобы смягчить её привлекательность. Отношения Болл и Вэнс в начале съёмок, в лучшем случае, можно было назвать тёплыми. В конце концов, поняв, что Вэнс не представляет угрозы и ведёт себя очень профессионально, Болл стала относиться к ней лучше. В 1954 году Вэнс стала первой актрисой, которая получила премию «Эмми» за «Лучшую женскую роль второго плана». У Вэнс и Болл завязалась крепкая дружба на всю жизнь, после чего Вэнс снималась в новом шоу Люсиль «Шоу Люси» после окончания сериала «Я люблю Люси».
Отношения Вэнс и Фроули за кадром были не такими как на экране. Несмотря на это, они всегда вели себя профессионально и демонстрировали исключительную химию во время съёмок шоу. Вероятно, их напряжённые личные отношения, помогли их экранному браку быть более смешным. Фроули с насмешкой описывал фигуру Вэнс как «мешок с дверными ручками». Сообщалась, что Вэнс, которая была на 22 года моложе Фроули, не особо понимала того, почему её персонаж была замужем за человеком, настолько взрослым, что мог годиться ей в отцы. Вэнс так же отмечала, что навыки Фроули в пении и танцах, уже были не такими как раньше. У Фроули и Вэнс были конфликтные отношения на протяжении всего шоу.

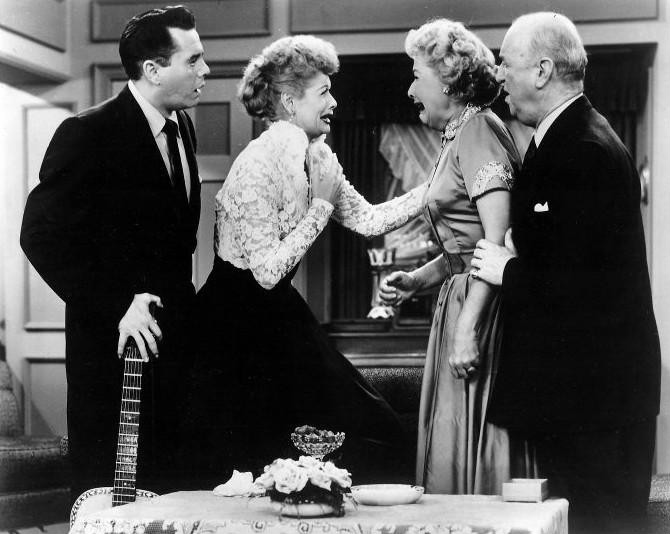
Деси Арнас, Люсиль Болл, Вивиан Вэнс, и Уильям Фроули, кадр из эпизода «Шоу „Лицом к лицу“».

В 1957 году «Я люблю Люси» было переделано в часовое шоу, первоначальное название которого было «Шоу Люсиль Болл-Деси Арнаса», и должно было стать частью антологии под названием «Вестингауз Десилу Плейхаус» (англ. Westinghouse Desilu Playhouse). Часовое шоу Люси-Деси должно было ежемесячно чередоваться с другими часовыми проектами «Playhouse». В новом сериале гораздо чаще появлялись звёзды с громкими именами, которые являлись частью сюжета, и, хотя персонажи Мерцев так же появлялись в новом сериале, их экранное время несколько сократилось. Фроули приветствовал маленькую рабочую нагрузку, а Вэнс была не рада таким изменениям. Арнас, чтобы угодить Вэнс, к которой он проявлял большое уважение, предложил сделать спин-офф из «Я люблю Люси», названный «Мерцы». Увидев выгодную возможность и шанс сниматься в своём собственном шоу, Фроули был в восторге. Но Вэнс отказалась, по нескольким причинам, главной из которых была то, что она чувствовала, что едва ли сможет работать вместе с Фроули над ансамблевым шоу, которые они как раз делали в то время. И было мало вероятно, что они смогли бы работать совместно над их «собственным» шоу. Вэнс так же чувствовала, что Мерцы, как отдельные персонажи, не будут столь успешными без Рикардо, и, несмотря на свою популярность, она предпочитала играть более гламурные роли, а не старомодную Этель. Хотя, во время тринадцати-серийного показа часовых шоу Люси-Деси, Вэнс получала гораздо больше возможностей, чтобы выглядеть более привлекательной в роли Этель Мерц, в чём ей было отказано во время шоу «Я люблю Люси». Обида Фроули на Вэнс стала ещё сильнее после того, как она отказалась от отдельного спин-оффа, и они редко разговаривали друг с другом на съёмочной площадке, не считая диалогов их персонажей.

### Беременность и маленький Рикки

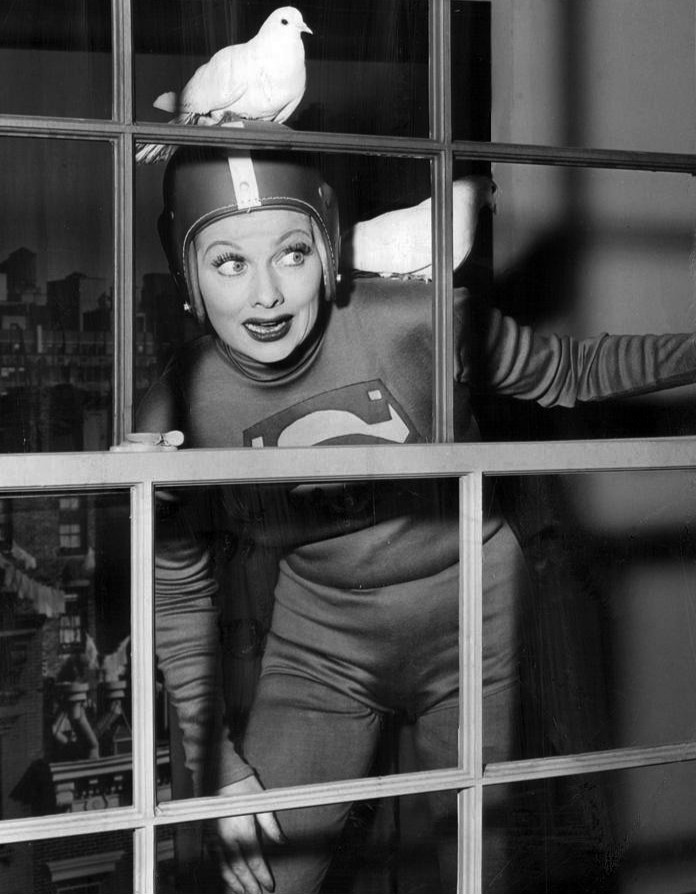
Кадр из эпизода «Люси и Супермен».

Незадолго до съёмок шоу Люси и Деси узнали, что Люси снова забеременела (после нескольких выкидышей в начале брака) своим первым ребёнком, Люси Арнас. Они снимали сцены, пока ещё Люси могла играть свою роль, но не делали никаких упоминаний о беременности. Это было потому, что «CBS» думали, что разговоры о беременности с экранов будут дурным тоном, а рекламное агентство настояло на том, чтобы Арнас не показывал беременную жену.
Позже во время второго сезона, Люси забеременела вторым ребёнком Деси Арнасом мл., и на этот раз беременность была включена в сюжетную линию сериала. (Вопреки распространённому мнению, беременность Люси не была первой экранной беременностью на телевидении, это открытие принадлежит Мэри Кэй Стернс в ситкоме конца 1940-х годов «Мэри Кей и Джони»).

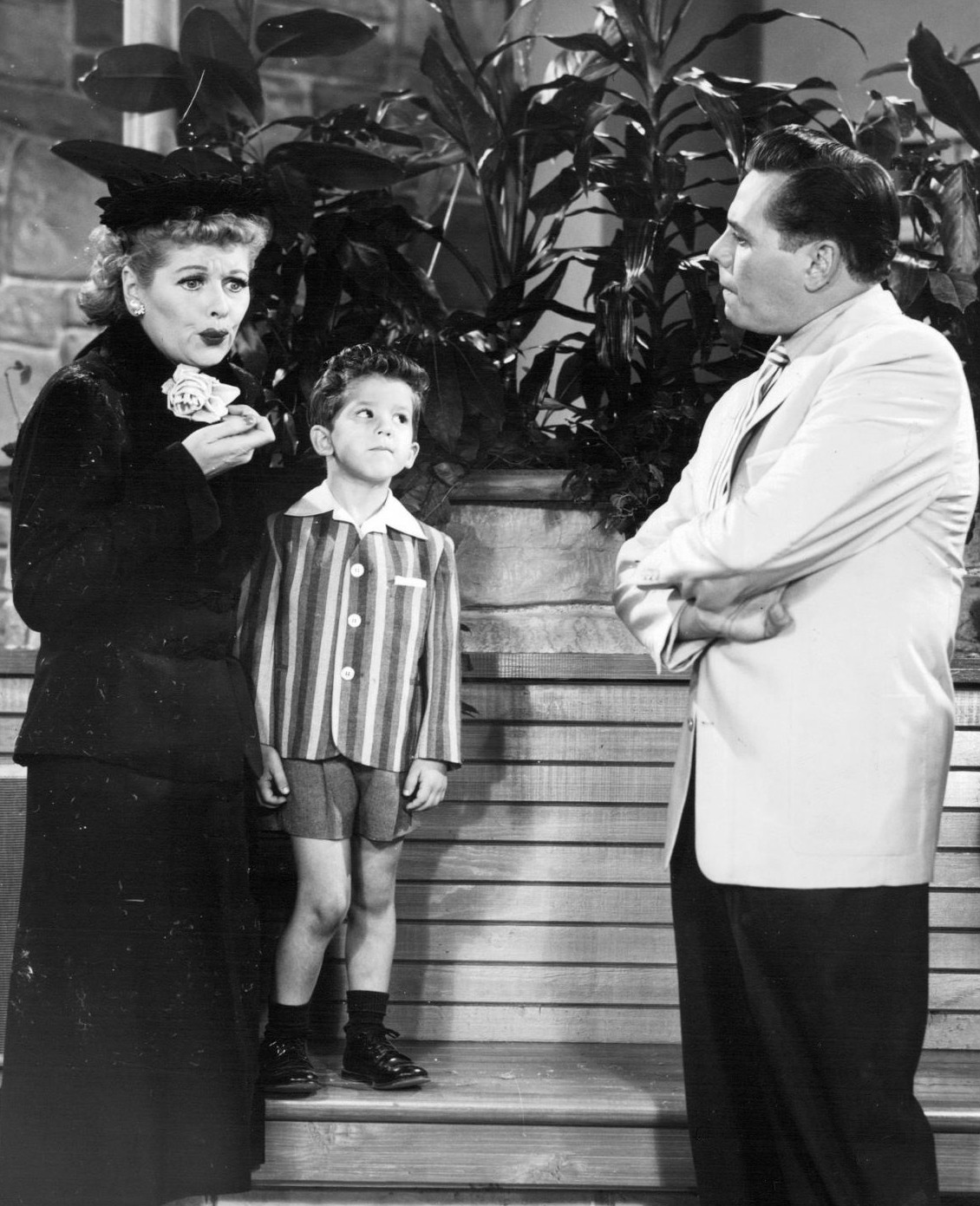
Люсиль Болл, Ричард Кит и Деси Арнас, кадр из эпизода «Отъезд во Флориду».

«CBS» не разрешила «Я люблю Люси» использовать слово «беременность» в эфире, и вместо этого слова использовали «ожидание». Кроме того, спонсор «Philip Morris», сделал заявление, чтобы Люси не курила во время съёмок эпизодов. Серия «Люси в интересном положении» (англ. Lucy Is Enceinte), вышедшая в эфир 8 декабря 1952 года («enceinte» в переводе с французского означает «ожидание» или «беременность»). Спустя неделю, 15 декабря 1952 года, вышла серия «Беременные женщины непредсказуемы» (в то время в сериале никогда не показывали заголовки серий в начале). Эпизод, в котором Люси рожает, «Люси едет в больницу», вышел в эфир 19 января 1953 года, за день до инаугурации Дуайта Эйзенхауэра на пост президента Соединённых Штатов Америки. Чтобы повысить популярность этого эпизода, первоначальная дата выхода в эфир была выбрана, чтобы совпасть с реальным рождением Деси Арнаса мл.. «Люси едет в больницу» посмотрело больше людей, чем любую другую телевизионную программу того времени, с 71,7 % всего американского телевидения, обогнав по рейтингам освещение инаугурации, проходившей на следующее утро (67,7 %).
В отличие от некоторых программ, которые продвигают «синдром быстрого взросления» шоу «Я люблю Люси» поначалу позволяло маленькому Рикки расти в реальном времени. Америка видела маленького Рикки младенцем в сезоне 1952—1953 гг. и малышом с 1953 по 1956 гг. Однако в сезоне 1956—1957 гг. маленький Рикки внезапно повзрослел на два года, став мальчиком школьного возраста на оставшиеся сезоны с 1956 по 1960 годы. В этот период пять актёров сыграли роль маленького Рикки, две пары близнецов, и позже Кит Тибодо, который тогда использовал сценическое имя Ричард Кит. (В эпизоде «Люси и Супермен» упоминается, что маленькому Рикки исполнилось 5 лет, хотя с момента рождения маленького Рикки прошло менее 4 лет.)
Джесс Оппенхаймер писал в своих мемуарах «Смех, удача … и Люси: Как я пришел к созданию самого популярного ситкома всех времен» (англ. Laughs, Luck...and Lucy: How I Came to Create the Most Popular Sitcom of All Time), что изначальный план состоял в том, чтобы сопоставить пол ребёнка Рикардо с настоящим полом ребёнка Люсиль Болл, поставив в эфир одну из альтернативных концовок, в самый последний момент. Когда материально технические трудности убедили Оппенхаймера отказаться от этой идеи, он сказал Деси, что как главный сценарист, он заставит Люси Рикардо родить мальчика. Деси согласился, ответив ему: «Люси уже подарила мне одну девочку, может подарить другую — и это возможно мой единственный шанс иметь сына.» Когда родился мальчик, Деси незамедлительно позвонил Оппенхаймеру и сказал ему: «Люси последовала твоему сценарию. Ну разве она не чудо?», на что Оппенгеймер ответил: «Потрясающе! Она сделает меня величайшим писателем в мире!»

### Заставка
Знакомые большинству зрителей вступительные титры наложенные поверх изображения «атласного сердца» было создано специально для дневных трансляций 1959—1967 годов на «CBS» и последующих синдикаций. Изначально, серии начинались с анимированных спичечных фигурок Арнаса и Болл, которые демонстрировали спонсора конкретной серии. Эти эпизоды были созданы командой Уильямом Ханна и Джозефом Барбера, которые отказались от упоминания в титрах, потому что на тот момент у них был контракт с «MGM».
Первым спонсором был производитель сигарет «Philip Morris», поэтому серии начинались с заставки, в которой Люси и Рикки спускались на пачке сигарет этой фирмы. В ранних сериях Люси и Рикки, а также Этель и Фред были показаны курящими сигареты «Philip Morris». Дошло даже до того, что Люси пародировала образ Джонни Ровентини как «рекламное лицо» «Philip Morris» в серии от 5 мая 1952 года «Люси снимается в рекламе». В дальнейших сезонах изначальные спонсорские ссылки были больше не уместны, когда показы шоу стали синдицированными, потребовались новые вступительные титры, что и привело к классическому «атласному сердцу». Другими спонсорами, чьи продукты появились во время первых заставок, были «Cheer» от «Procter & Gamble» и «Lilt Home Permanent» (1954—1957); «Sanka» от «General Foods» (1955—1957) и «Ford Motor Company» (1956—1957). Более поздняя заставка для «Час комедии Люси-Дези» была спонсирована «Ford Motor Company» (1957—1958) «Westinghouse Electric Corporation» (1958—1960), как часть «Westinghouse Desilu Playhouse».
Оригинальные титры с отредактированными наименованиями спонсоров, были восстановлены на показах телеканала «TV Land», с их же логотипом, который был наложен на логотип спонсора. Однако это привело некоторых людей к мысли, что восстановление было создано специально для «TV Land» в качестве китча.
Анимированные заставки, наряду с анимацией между сценами в серии, были полностью восстановлены на DVD дисках. Впрочем, разделы указанные, в виде специальных возможностей на дисках, с изображением «атласного сердца», открывающие фактические эпизоды.
Полные и оригинальные трансляции 1 и 2 сезонов, показанные в 1951—1953 гг. с вступлениями, заставками, и всеми рекламными роликами, были включены в соответствующее издание «Blu-ray Ultimate Season».

### Саундтрек
Музыкальная тема второго сезона была написана Элиотом Дэниэлом в качестве инструментальной. Текст песни был написан Харольдом Адамсоном, пятикратного номинанта на премию «Оскар». Слова песни были исполнены Деси Арнасом в эпизоде «Последний день рождения Люси»:

Я люблю Люси, и она любит меня.
Мы счастливы вместе, как никто и никогда.
Иногда мы ссоримся, но всё же
мы любим мириться потом.
Люси целуется, как никто другой.
Она моя женушка, а я её муж,
у нас с нею райская жизнь,
Потому что я люблю Люси, Да, я люблю Люси, и Люси любит меня!

Оригинальный текст (англ.)I love Lucy and she loves me.
We're as happy as two can be.
Sometimes we quarrel but then
How we love making up again.

Lucy kisses like no one can.
She's my missus and I'm her man,
And life is heaven you see,
Cause I love Lucy, Yes I love Lucy, and Lucy loves me!
Песня «Я люблю Люси», исполненная Деси Арнасом и Полом Уэстоном, при участии хора Нормана Любоффа, была выпущена в 1953 году, как вторая часть песни «В нашем доме появился новый ребёнок» (англ. There's a Brand New Baby At Our House) от компании «Columbia Records» (её номер по каталогу — 39937). Песня так же была исполнена Майклом Фрэнксом и выпущена на альбоме «Dragonfly Summer» (1933). В 1977 году американская диско-группа студийных музыкантов «Wilton Place Street Band» с дискотечной версией заставки «Disco Lucy», попали в топ-40 самых популярных песен.

## Эпизоды
| Сезон | Сезон         | Эпизоды | Оригинальная дата показа | Оригинальная дата показа | Рейтинг Нильсена | Рейтинг Нильсена |
| Сезон | Сезон         | Эпизоды | Премьера сезона          | Финал сезона             | Ранг             | Рейтинг          |
| ----- | ------------- | ------- | ------------------------ | ------------------------ | ---------------- | ---------------- |
|       | 1             | 35      | 15 октября 1951          | 9 июня 1952              | 3                | 50.9             |
|       | 2             | 31      | 15 сентября 1952         | 29 июня 1953             | 1                | 67.3             |
|       | 3             | 31      | 5 октября 1953           | 24 мая 1954              | 1                | 58.8             |
|       | 4             | 30      | 4 октября 1954           | 30 мая 1955              | 1                | 49.3             |
|       | 5             | 26      | 3 октября 1955           | 14 мая 1956              | 2                | 46.1             |
|       | 6             | 27      | 1 октября 1956           | 6 мая 1957               | 1                | 43.7             |
|       | Час комедии-1 | 5       | 6 ноября 1957            | 14 апреля 1958           | н/д              | н/д              |
|       | Час комедии-2 | 5       | 6 октября 1958           | 5 июня 1959              | н/д              | н/д              |
|       | Час комедии-3 | 3       | 25 сентября 1959         | 1 апреля 1960            | н/д              | н/д              |

### История трансляций
Сериал «Я люблю Люси» выходил в эфир по понедельникам с 9:00 до 9:30 в вечернее время на «CBS», на протяжении всего первоначального запуска. Каждый год, во время летнего перерыва, его время заполняли различными летними сериалами. Начиная с апреля 1955 года «CBS» транслировала повторы старых эпизодов, в вечернее время по выходным. Это был первый из нескольких случаев, когда повторы «Я люблю Люси» стали постоянной программой вечернего прайм-тайма, а позже и дневного расписания канала.
Осень 1967 года «CBS» начал предлагать синдицировать сериал вне сети. По состоянию на август 2017 года, повторы показали на каналах Hallmark Channel и «MeTV», а также десятки телевизионных станций в США и по всему миру, в том числе на каналах телестанции «Fox» — «KTTV» и «KCOP-TV», до 31 декабря 2018 года.
Кроме того, канал «CBS» запустил множество специальных программ, в том числе ряд ежегодных, в которых были представлены эпизоды сериала, которые были колоризованны.

### Рейтинги Нильсена
Эпизод «Люси едет в больницу», который вышел в эфир в понедельник, 19 января 1953 года, собрал рекордные 15,105 миллионов домашних просмотров, что составляет около 44 миллионов зрителей, и получается, что 71,7 % домохозяек находились у экранов своих телевизоров, во время трансляции эпизода по телевидению. Этот рекорд превзошёл только первое из трёх выступлений Элвиса Пресли на «Шоу Эда Салливана», которое вышло в эфир 9 сентября 1956 года (82,6 % домашних просмотров; 60,710 миллионов зрителей; рейтинг 57,1). С общим рейтингом 67,3 за весь сезон 1952 года сериал «Я люблю Люси» остается с самым высоким средним рейтингом среди любого сезона ситкома.

## Прайм-таймовая премия «Эмми», награды и номинации
| Год  | Категория | Номинант                                                                                                 | Результат | Примечание |
| ---- | --- | --- | --------- | --- |
| 1952 | Лучший комедийный сериал | «Я люблю Люси»                                                                                           | Номинация | Победитель: «Шоу Реда Скелтона» |
| 1953 | Лучший комедийный сериал | «Я люблю Люси»                                                                                           | Победа    | |
| 1953 | Лучшая комедийная актриса | Люсиль Болл                                                                                              | Победа    | |
| 1954 | Лучшая актриса в популярном сериале | Люсиль Болл                                                                                              | Номинация | Победитель: Ив Арден — «Наша мисс Брукс» |
| 1954 | Лучшая мужская роль второго плана в комедийном телесериале | Уильям Фроули                                                                                            | Номинация | Победитель: Арт Карни — «Шоу Джеки Глисона» |
| 1954 | Лучшая женская роль второго плана в комедийном телесериале | Вивиан Вэнс                                                                                              | Победа    | |
| 1954 | Лучший комедийный сериал | «Я люблю Люси»                                                                                           | Победа    | |
| 1955 | Лучшая женская роль в комедийном телесериале | Люсиль Болл                                                                                              | Номинация | Победитель: Лоретта Янг — «Письмо к Лоретте» |
| 1955 | Лучший комедийный сериал | «Я люблю Люси»                                                                                           | Номинация | Победитель: «Освободите место для папочки» |
| 1955 | Лучшая мужская роль второго плана в комедийном телесериале | Уильям Фроули                                                                                            | Номинация | Арт Карни — «Шоу Джеки Глисона» |
| 1955 | Лучшая женская роль второго плана в комедийном телесериале | Вивиан Вэнс                                                                                              | Номинация | Победитель: Одри Медоуз — «Шоу Джеки Глисона» |
| 1955 | Лучший сценарий комедийного сериала | Джесс Оппенхаймер, Боб Кэрролл мл. и Мэдлин Дэвис                                                        | Номинация | Победитель: Джеймс Б. Эллердайс, Джек Дуглас, Хэл Кантер и Гарри Уинклер — «Шоу Джорджа Гобела») |
| 1956 | Лучшая мужская роль второго плана в комедийном телесериале | Уильям Фроули                                                                                            | Номинация | Победитель: Арт Карни — «Новобрачные» |
| 1956 | Лучшая женская роль — продолжение сериала | Люсиль Болл                                                                                              | Победа    | |
| 1956 | Лучший сценарий к эпизоду комедийного сериала | Джесс Оппенхаймер, Мэдлин Дэвис, Боб Кэрролл мл., Боб Шиллер, Боб Вейскопф — эпизод «Вот и Лос-Анджелес» | Номинация | Победитель: Нат Хайкен, Бэрри Блицер, Арнольд М. Ауэрбах, Харви Оркин, Вин Богерт, Арни Розен, Коулман Джекоби, Тони Уэбстер, Терри Райан — эпизод «Ты никогда не разбогатеешь» в сериале «Шоу Фила Силверса» |
| 1957 | Лучшее продолжение комедийного сериала | Люсиль Болл                                                                                              | Номинация | Победитель: Нанетт Фабрей — «Час Сизара» |
| 1957 | Лучшая мужская роль второго плана в комедийном телесериале | Уильям Фроули                                                                                            | Номинация | Победитель: Карл Райнер — «Час Сизара» |
| 1957 | Лучшая женская роль второго плана в комедийном телесериале | Вивиан Вэнс                                                                                              | Номинация | Победитель: Пэт Кэрролл — «Час Сизара» |
| 1958 | Лучшее женское перевоплощение в комедийном сериале: комедийная актриса, певица, хозяйка, танцовщица, диктор, рассказчик, участница, по сути играющая саму себя | Люсиль Болл                                                                                              | Номинация | Победитель: Дина Шор — «Шоу Дины Шор» |
| 1958 | Лучшее мужское перевоплощение второго плана, драматического или комедийного сериала -                                                                          | Уильям Фроули                                                                                            | Номинация | Победитель: Карл Райнер — «Час Сизара» |
| 1958 | Лучшее женское перевоплощение второго плана, драматического или комедийного сериала                                                                            | Вивиан Вэнс                                                                                              | Номинация | Победитель: Энн Б. Дейвис — «Шоу Бобби Каммингса» |

## В других СМИ

### Радио
Рассматривались варианты о создании радио-шоу «Я люблю Люси», и запустить его в дополнению к телесериалу, как в то время было сделано с популярным шоу на «CBS» «Наша мисс Брукс». 27 февраля была записана пробная версия радио-шоу «Я люблю Люси», но она так и не вышла в эфир. Это был пилотный выпуск, созданный путём редактирования записи телевизионного эпизода «Расторжение договора», с добавлением комментариев Арнаса (в образе Рикки Рикардо), туда так же вошла реклама сигарет «Philip Morris», который был спонсором сериала на телевидении. Постановка никогда не транслировалась на радио в 1950-х годах (вместо этого «Philip Morris» стал спонсором радио-шоу «Моя маленькая Марджи»), копии этого радио-пилота распространяли среди коллекционеров «радио старых времён». В последние десятилетия этот радио-эпизод транслировали в эфире на многочисленных местных радиостанциях, которые транслировали программы «радио старых времён».

### Товары
Арнас и Болл производили различные виды товаров «Я люблю Люси». Начиная с ноября 1952 года продавались куклы, выпускаемые компанией «American Character Doll Company». А также пижамы для взрослых и спальный гарнитур, которые были показаны в сериале.

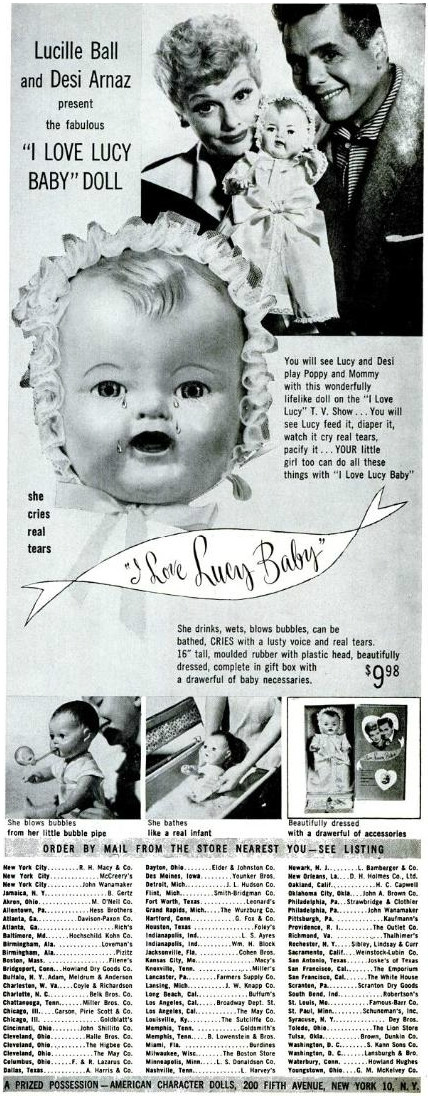
Кукла «Я люблю Люси»
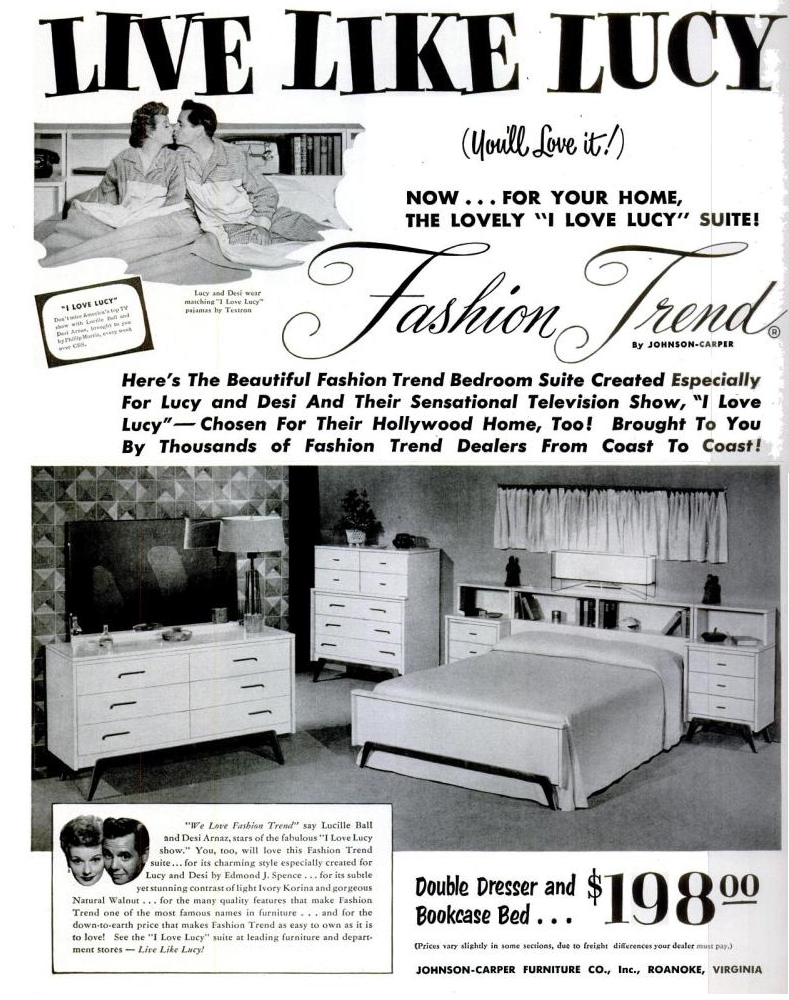
Спальный гарнитур «Я люблю Люси»
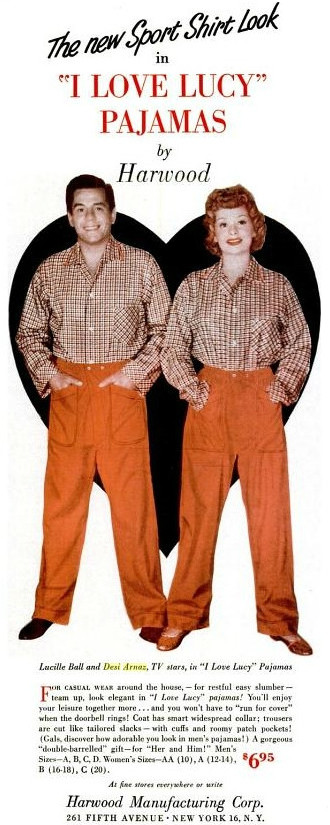
Пижамы «Я люблю Люси»

### Комиксы
В период с 1954 и 1962 гг. «Dell Comics» опубликовал 35 выпусков комиксов «Я люблю Люси», в том числе и две пробные версии четырёхцветных выпусков (#535 и #559). «King Features» с 1952 по 1955 г., синдицировал комикс, написанный Лоуренсом Наделем и нарисованный Бобом Окснером, которые назвали свой дуэт «Боб Лоуренс». «Eternity Comics» в начале 1990-х выпустил комиксы, которые повторяли серию комиксов от «Dell».

## После«Люси»

### Часовой формат

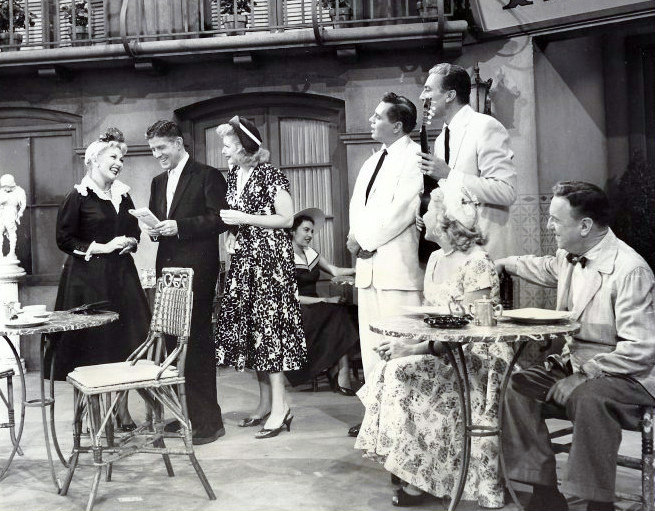
Кадр из первого эпизода «Люси отправляется в круиз до Гаваны». Слева направо: Энн Сотерн, Руди Валле, Люсиль Болл, Деси Арнас, Сизар Ромеро, Вивиан Вэнс и Уильям Фроули.

После завершения шестого сезона «Я люблю Люси», Арнасы решили сократить количество эпизодов, которые уже были отсняты. Вместо этого они увеличили продолжительность серии до 60 минут, а в каждом эпизоде были приглашённые звёзды. Они изменили название сериала на «Шоу Люсиль Болл-Деcи Арнаса», которое позже переименовали в «Час комедии Люси-Деси». Тринадцать часовых эпизодов, транслировались с 1957 по 1960 гг., главный актёрский состав остался прежним — Люсиль Болл, Деси Арнас, Вивиан Вэнс, Уильям Фроули и Ричард Кит в роли маленького Рикки. «Час комедии Люси и Дези» доступен на DVD и вышел под названием «Я люблю Люси: финальные сезоны 7, 8 и 9», 2 марта в день рождения Деси, в 1960 году. На следующий день после съёмок последнего часового эпизода, Люсиль Болл подала на развод с Деси Арнасом, и игривый, но страстный поцелуй в конце финальной серии, «Люси и усатый» вышедшая в эфир 1 апреля, казался более трогательным, поскольку мир уже знал, что эта легендарная голливудская пара распалась. А также придало особый смысл песне «Вот и всё», которую в этом эпизоде исполнила приглашённая звезда Эди Адамс.

### Вивиан Вэнс и Уильям Фроули
Как уже упоминалось Вэнс и Фроули было предложено сыграть своих персонажей в отдельном шоу. Фроули был согласен, но Вэнс отказалась снова работать с партнёром, так как они не ладили ещё со времён съёмок сериала «Я люблю Люси». Фроули снова появился с Люсиль Болл в «Шоу Люси» в 1965 году, Вэнс в этом эпизоде не было, так как она уже перестала быть постоянным персонажем на шоу. Тем не менее это было его последнее появление на экране с давним другом. Он умер в Голливуде 3 марта 1966 года от сердечного приступа в возрасте 79 лет. Вэнс умерла 13 лет спустя, от рака костей, 17 августа 1979 г. в возрасте 70 лет.

### Последние шоу Люси
В 1962 году начался шестилетней цикл с «Шоу Люси», сразу же после него в 1968 году ещё шесть лет, она снималась в комедийном сериале «Вот — Люси», после чего завершив свои постоянные выступления на «CBS» в 1974 году. В «Шоу Люси» и «Вот — Люси», появлялась Вэнс в качестве постоянного персонажа по имени Вив (Вивиан Бэгли Бунсон в «Шоу Люси» и Вивиан Джонс в «Вот — Люси»). Её персонажи были названы так по причине усталости, потому что когда её узнавали на улице, то обращались к ней по имени её персонажа — Этель. Вэнс появлялась в шоу на постоянной основе в течение первых трёх сезонов «Шоу Люси», после чего появлялась в качестве гостя в остальных выпусках, а также и на шоу «Вот — Люси». В 1977 году Вэнс и Болл в последний раз воссоединились в специальном выпуске «CBS» «Люси звонит президенту», где так же появился Гэйл Гордон. Они с Люси были знакомы много лет и с 1963 по 1977 гг., он регулярно появлялся в её телешоу, которые стали ещё более популярными после того, Вэнс покинула проект «Шоу Люси» в 1965.
В 1986 году был запущен другой ситком «Жизнь с Люси». Он дебютировал на «ABC» с солидными рейтингами, попав в топ-25 Нильсена за неделю. В конечном итоге рейтинги быстро упали и привели к закрытию после восьми эпизодов.

### Долголетие и признание критиков
В 1989 году не транслировавшийся ранее пилотный выпуск был найден и показан в специальном телевизионном выпуске «CBS», который организовала Люси Арнас, став самым рейтинговым показом сезона.
В 2012 году Эмили ВанДерВерф из «The A.V. Club» написала следующее:

«Я люблю Люси» [...] — является одним из двух основополагающих сериалов американской телевизионной комедии, вместе с сериалом «Молодожёны». Сериал, по праву, считается самым влиятельным в истории телевидения, был новатором стольких нововведений и нормализуя так много другого, что было бы легче написать оценку, скажем, случайному изобретению повторов на телевидении.Оригинальный текст (англ.)I Love Lucy […] is one of the two foundational texts of American TV comedy, along with «The Honeymooners». The series is legitimately the most influential in TV history, pioneering so many innovations and normalizing so many others that it would be easy to write an appreciation of simply, say, the show’s accidental invention of the TV rerun.
Сериал «Я люблю Люси», который по-прежнему пользуется большим уважением среди критиков, и неизменно остается популярным. Например, он был одним из первых американских сериалов, показанных на британском телевидении, и которое стало коммерчески открытым с сентября 1955 года, после запуска канала «ITV». Канал транслировал сериал в 1982 году, после того как был запущен второй эфирный канал, посвященный вещанию, финансируемому за счёт рекламы. Шоу было представлено новому поколению фанатов в Великобритании на «Channel 4», сеть несколько раз повторно транслировала сериал в период между с 1983 и 1994 гг. По состоянию на январь 2015, сериал остаётся самой продолжительной программой непрерывного вещания из Лос-Анджелеса, почти через 60 лет после закрытия сериала. После этого сериал транслировался на канале «KTTV» по выходным, и в будние дни на «KCOP», потому что обе эти станции являются дуополией. Интересно то, что «KTTV» был дочерней станцией «CBS» в Лос-Анджелесе до 1951 года, незадолго до премьеры «Я люблю Люси» на «KNXT Channel 2» (теперь «KCBS-TV»), когда «CBS» купил эту станцию в том же году. В США повторы транслировались на национальном канале «TBS» (1980—1990-е годы), «Nick at Nite» (1994—2001-е годы) и «TV Land» (2001—2008-е годы), в дополнение к местным каналам. «TV Land» завершил трансляцию сериала, предоставив зрителям возможность проголосовать за 25 лучших эпизодов шоу 31 декабря 2008 года через веб-сайт теле-сети. Это примечательно тем, что в отличие от некоторых шоу, на которые кабельный канал получал эксклюзивные права для максимизации рейтингов, «Я люблю Люси» постоянно и успешно транслировалось по нескольким каналам одновременно. «Hallmark Channel» теперь является домашним каналом сериала в Соединённых Штатах, когда шоу вышло в сеть 2 января 2009 года, в то время как национальный канал «MeTV» — цифровой подканал сети «Weigel Broadcasting» транслировала программу с момента её дебюта 15 декабря 2010 года, в зависимости от рынка (на рынках, где права принадлежат другой станции, заменили на «Шоу Люси»). Шоу так же показывали на канале «Fox Classics» в Австралии.
В дополнение к прайм-таймовым премиям и номинациям «Эмми», сериал «Я люблю Люси» включает в себя другие награды:
- «Музей Люсиль Болл и Деси Арнаса»[англ.] находится в Джеймстауне, Нью-Йорк — это музей, увековечивающий память Люсиль Болл и «Я люблю Люси», включая копии их квартиры в Нью-Йорке (которые были расположены в здании «Desilu Playhouse» в центре Рапапорта).
- В 1990 году «Я люблю Люси» стало первым телешоу, которое было введено в «Зал славы телевидения».
- В 1997 году в списке «TV Guide» — «100 величайших эпизодов всех времён», второе место занял эпизод «Люси снимается в рекламе», а «Люси в итальянском кино» разместили на 18 месте.
- В 1999 году «Entertainment Weekly» оценил рождение маленького Рикки, как пятый величайший момент в истории телевидения.
- В 2002 году «TV Guide» разместил «Я люблю Люси» на втором месте в своём списке «50 величайших шоу», после сериала «Сайнфелд» и перед сериалом «Новобрачные». (По словам обозревателя «TV Guide» Мэтта Рауша, были «страстные» дебаты о том, что на первом месте должен быть именно сериал «Я люблю Люси», а не «Сайнфелд». Он заявил, что это было главным предметом споров при составлении списка).
- В 2007 году журнал «Time» разместил телешоу в своём списке, без рейтинга, «100 лучших телевизионных шоу».
- В 2012 году сериал «Я люблю Люси» был признан лучшей телевизионной комедией и лучшей телепередачей в номинации «Best in TV: величайшие телешоу нашего времени».
- В 2013 году «TV Guide» разместил «Я люблю Люси» на третьем месте в рейтинге шоу всех времён.
- В 2015 году американский журнал «The Hollywood Reporter», в котором состояли 2800 актёров, продюсеров, режиссёров и других представителей индустрии, в своём списке самых любимых шоу разместил «Я люблю Люси» на 8 месте.

### Инсценировки
10 февраля 1991 года на канале «CBS» был показан телевизионный фильм «Люси и Деси: Перед тем, как смеяться» (англ. Lucy & Desi: Before the Laughter), посвящённый жизни Люсиль Болл и Деси Арнаса. В фильме был воспроизведён ряд сцен из эпизодов «Я люблю Люси», в том числе эпизод «Люси думает что Рикки пытается её убить» и «Люси снимается в рекламе». В роли Люси снялась актриса Фрэнсис Фишер, а в роли Деси Арнаса — Морис Бенард.
4 мая 2003 года на «CBS» вышел телевизионный фильм «Люси», в котором была показана жизнь Люсиль Болл и воссозданы некоторые сцены из эпизодов сериала, включая «Люси снимается в рекламе», «Люси в интересном положении» и «Поменялись местами». В конце фильма можно увидеть коридор с подборкой обложек журнала «TV Guide», на которых изображены франшизы «Я люблю Люси», так же показана крупным планом статья «New York Post» сообщающая о рождении маленького Рикки. Роль Люси исполнила Рэйчел Йорк, а Дэниэл Пино исполнил роль Деси.
В октябре 2011 состоялась премьера спектакля «Я люблю Люси в прямом эфире на сцене» (англ. I Love Lucy Live on Stage), в театре «Greenway Court» в Лос-Анджелесе, где собрался полный зал. Постановщик и режиссёр Рик Спаркс, сделал представление из двух эпизодов сериала «Благотворительный вечер» и «Люси проверяет зрение», представленные зрителям театра так, словно они присутствовали на съёмках в театре «Desilu» в 1950-х годах. в 2012 году шоу начало своё турне по стране, которое продолжалось до 2015 года.
В июле 2018 года в Лос-Анджелесе, состоялась премьера «Я люблю Люси: забавные вещи, случившиеся на пути к ситкому» (англ. I Love Lucy: A Funny Thing Happened on the Way to the Sitcom) закулисная комедия о сериале от Грега Оппенхаймера (сына создателя Джесса Оппенхаймера). Записанная перед живой аудиторией в театре Джеймса Бриджеса, постановка транслировалась по общественному радио и была выпущена и в аудио формате на CD, а в сентябре того же года вышла в формате mp3, доступная для скачивания. В спектакле роль Люси исполнила Сара Дрю, Оскар Нуньес исполнил роль Деси Арнаса, а Джесса Оппенхаймера — Шеймус Девер.
Весной 2020 года ситком «Уилл и Грейс» отдали дань «Я люблю Люси», в специальном эпизоде «Мы любим Люси» (англ. We Love Lucy). В этой серии Люси и Рикки Рикардо, Этель и Фред Мерц появляются в сновидениях, основанных на сценах из сериала снятых в 1951 году. В этой же серии, в небольшом эпизоде, появилась Люси Арнас, дочь Люсиль Болл и Деси Арнаса.
В 2021 году вышел фильм Аарона Соркина «Быть Рикардо», сюжет которого строится вокруг съёмок эпизода «Fred and Ethel Fight». Главные роли исполнили Николь Кидман, Хавьер Бардем, Джей Кей Симмонс и Нина Арианда.

## Колоризация

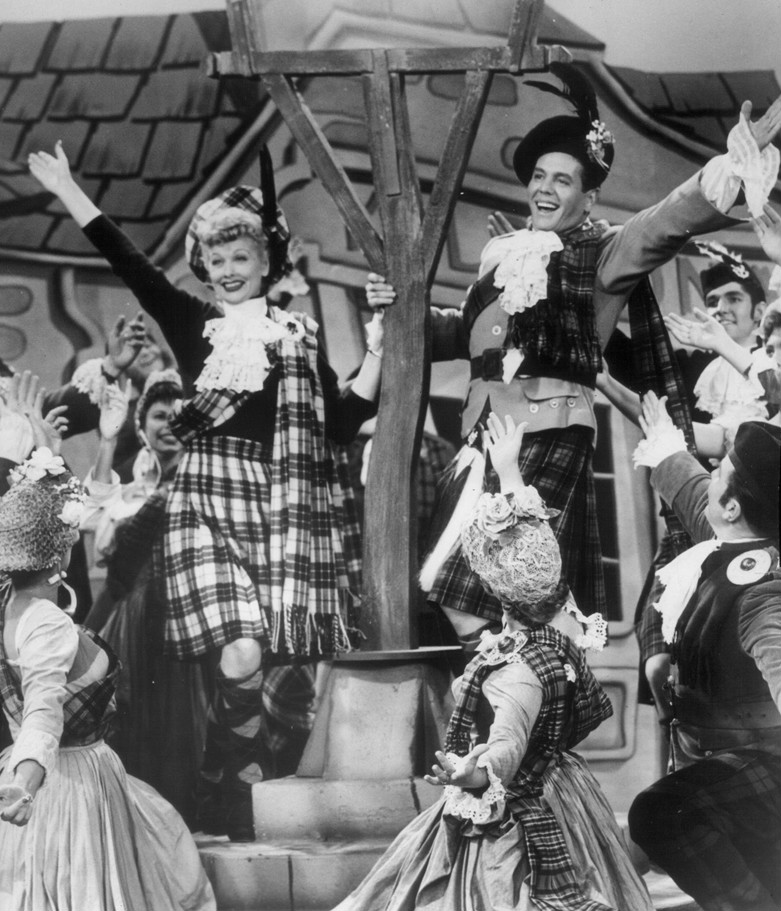
«Люси в Шотландии» — первый эпизод, который был колоризован.

Несколько эпизодов «Я люблю Люси» были колоризированны. Звезда и продюсер сериала Деси Арнас проявлял заинтересованность к производству цветного шоу ещё в 1955 году, но стоимость такой технологии, в то время, была очень высокой.
Первым раскрашенным эпизодом был «Я люблю Люси, рождественское шоу», который считался утерянным в течение многих лет, так как не был включён в оригинальный пакет синдикаций, вместе с остальными эпизодами сериала. Копия серии была обнаружена в 1989 году в хранилище «CBS» и вышла в эфир в том же году, года в оригинальном чёрно-белом формате. В 1990 году этот эпизод был снова показан за день до Рождества, но на этот раз обрамление кадров уже было в цвете, в то время как кадры из прошлых эпизодов были чёрно-белыми. У специального выпуска были высокие рейтинги в течение двух лет, и его транслировали на «CBS» каждый декабрь до 1994 года.
В 2007 году, когда к выпуску готовился DVD «Полный набор», продюсер Грег Оппенхаймер, решил сделать в цвете эпизод «Люси в Шотландии» (используя цветные рекламные кадры, а также цветные «домашние видео» сделанные на съёмочной площадке во время съёмок). В результате чего этот выпуск стал первым эпизодом сделанный полностью в цвете. Четыре года спустя компания «Time Life» впервые выпустила полноцветный эпизод «Люси в итальянском кино» в рамках коллекции «Важное „Я люблю Люси“» (англ. Essential „I Love Lucy“).
Цветной эпизод «Люси в Шотландии» никогда не показывали по телевидению, но его, вместе с «специальным рождественским выпуском» и эпизодом «Люси в итальянском кино», выпустили на DVD «Я люблю Люси раскрашенное Рождество» (англ. I Love Lucy Colorized Christmas) в 2013 году. А в 2014 году магазин «Target» продали эту эксклюзивную версию DVD, в которую так же вошёл эпизод «Поменялись местами».

### Ежегодные цветные спецвыпуски
20 декабря 2013 года компания «CBS» возродила ежегодную традицию, когда она спустя почти два десятилетия выпустила рождественский выпуск. Последовательность обрамления этого выпуска была заново раскрашена, первым таким выпуском телесети стал эпизод «Люси в итальянском кино». Это мероприятие привлекло около 8,7 миллионов зрителей. Почти год спустя, 7 декабря 2014 года «Рождественский спецвыпуск» был снова показан на «CBS», но на этот раз в паре с эпизодом «Поменялись местами», который перед этим был раскрашен специально для этой трансляции. Этот эпизод появился на Blu-ray «Я люблю Люси: Полный 2 сезон» (англ. I Love Lucy: The Ultimate Season 2), которое вышло 4 августа 2015 года. 23 декабря 2015 года «CBS» снова показал рождественский выпуск, в котором впервые были колоризованы сцены воспоминаний, а раскрашенная версия «Люси снимается в рекламе» заменила выпуск «Поменялись местами». «CBS» продолжала трансляцию «рождественских выпусков» 2 декабря 2016 года, но этот раз в паре с недавно раскрашенным эпизодом «Люси снимается в кино». 22 декабря 2017 года после рождественского эпизода последовал «Показ мод», а 14 декабря 2018 года, после привычного рождественского эпизода показали «Женщины первопроходцы».
17 мая 2015 года, «CBS» начала новую весеннюю традицию, когда выпустил в эфир два новых раскрашенных эпизода «Вот и Лос-Анджелес» и «Люси и Супермен», которые привлекли внимание 6,4 миллионов зрителей, DVD издание «Я люблю Люси суперзвёздый спецвыпуск» (англ. I Love Lucy Superstar Special) с этими же эпизодами было выпущено 4 октября 2016 года. Второй «суперзвёздный спецвыпуск», состоящий из новых раскрашенных эпизодов «Люси у театра Граумана» и «Люси и Джон Уэйн», вышли в эфир 20 мая 2016 года, а также выпущены на DVD 17 января 2017 года. Третий «суперзвёздный спецвыпуск» вышел в эфир 19 мая 2017 года, показав ещё два раскрашенных эпизода «Танцующая звезда», с участием Ван Джонсона и «Случай с Харпо Марксом». 19 апреля 2019 года был показан мини-фильм «Спецвыпуск — смешные деньги» (англ. Funny Money Special), состоящий из эпизодов «Идея на миллион долларов» и «Бонусные баксы». 20 декабря 2019 «CBS» показал свой ежегодный рождественский эпизод «Я люблю Люси», вместе с новой раскрашенной серией «Наконец-то, Париж!». «Рождественский спецвыпуск Я люблю Люси» (англ. I Love Lucy Christmas Special) посмотрели 4,9 миллионов зрителей, сдевав его самым просматриваемым шоу на телевидении.

### Полнометражный фильм
6 августа 2019 года, на 108 день рождения Болл, во всех кинотеатрах Соединённых Штатов, состоялась событие «только на одну ночь» полнометражный фильм «Я люблю Люси: цветной фильм» (англ. I Love Lucy: A Colorized Celebration), состоящий из 5 раскрашенных серий, три из которых ранее видели только чёрно-белыми. Туда были включены эпизоды: «Идея на миллион долларов» (1954), «Люси снимается в рекламе» (1952), «Женщины первопроходцы» (1952), «Поменялись местами» (1952) и «Вот и Лос-Анджелес» (1955). Туда так же был включён короткий документальный фильм о процессе окрашивания этих эпизодов. Картина оказалась весьма успешной, собрав 777 645 долларов в 660 кинотеатрах, в которых была показана, заняв 6-е место в прокате, обойдя диснеевского «Алладина».

## Домашнее видео
Начиная с лета 2001 года «Columbia House Television» начали выпускать «Я люблю Люси» в хронологическом порядке на DVD. Первое издание состояло из пилотного выпуска и первых трёх серий на одном DVD. Каждые шесть недель на DVD выходило новое издание из четырёх серий в хронологическом порядке. К лету 2002, каждый DVD содержал от пяти до семи эпизодов в одном издании. Сериал выпускали неспешно, и даже новые эпизоды 2 сезона не издавали до середины 2002 года. К весне 2003 года они приступили к выпуску третьего сезона на DVD, с шестью сериями, выходящие каждые шесть недель, каждый DVD, заказанный фанатами отправляли по почте. Все эти издания имели те же функции, что и DVD которые, потом были выпущены в сезонных коробках для розничной продажи.
К осени 2003 года по четыре эпизода из сезона так же пересылали по почте. К весне 2004 года постепенно начали выпускать DVD, с шестью сериями в каждом, всего вышло 5 дисков. Зимой 2005 года «Columbia House» прекратили распространение дисков по почте. Летом 2004 они выпускали полные сезоны, на одном DVD, каждые несколько месяцев. Представители «Columbia House» заявляли, что их подписчики получат эти сезоны по почте, прежде чем выпустят их на DVD. В 2005 году они окончательно прекратили рассылать записи по подписке, за несколько месяцев до того, как 5 сезон стал доступен в рознице. «Columbia House» тогда начал работу над сезонными наборами, заменив предыдущие отдельные тома.
«CBS DVD» (распространяемый «Paramount») выпустил все шесть сезонов сериала «Я люблю Люси» в Соединённых Штатах, а также все 13 эпизодов «Час комедии Люси и Деси» («Я люблю Люси: Финальные сезоны — 7, 8 и 9»). Бонусные функции включали в себя редкие цветные кадры со съёмок сериала и рекламный фильм «Desilu/Westinghouse» а так же удалённые сцены, оригинальные титры и рекламные ролики (до того как они были изменены или заменены для продажи). Эти DVD-издания имели идентичные функции и идентичный контент из других изданий, которые высылали по почте до 2005 года.
В декабре 2013 года было объявлено о выпуске первого сезона «Я люблю Люси» в высоком разрешении, выпуск Bly-ray был запланирован на 5 мая 2014 года, 2 сезон сериала был выпущен на Bly-ray 4 августа 2015 года.
| Выпуск                      | Эпизоды | Дата выхода DVD-диска                                               | Дата выхода Blu-ray |
| --------------------------- | ------- | ------------------------------------------------------------------- | ------------------- |
| Полный 1-й сезон            | 35      | 23 сентября 2003 (Переиздан 7 июня 2005) (Переиздан 9 октября 2012) | 6 мая 2014          |
| Полный 2-й сезон            | 31      | 32 августа 2004 (Переиздан 9 октября 2012)                          | 4 августа 2015      |
| Полный 3-й сезон            | 31      | 1 февраля 2005 (Переиздан 9 октября 2012)                           |                     |
| Полный 4-й сезон            | 30      | 3 мая 2005 (Переиздан 9 октября 2012)                               |                     |
| Полный 6-й сезон            | 26      | 16 августа 2005 (Переиздан 6 ноября 2012)                           |                     |
| Полный 6-й сезон            | 27      | 2 мая 2006 (Переиздан 6 ноября 2012)                                |                     |
| Финальные сезоны — 7, 8 и 9 | 13      | 13 марта 2007 (Переиздан 6 ноября 2012)                             |                     |
| Полная версия               | 193     | 23 октября 2007 (Переиздан 6 ноября 2012)                           |                     |

### Другие релизы
- «Я люблю Люси, безумная поездка: Калифорния вот мы и приехали!» (англ. I Love Lucy's Zany Road Trip: California Here We Come!) — подборка из 27 серий, выпущенных «CBS / FOX Video» на «VHS» в 1992 году.
- «Я люблю Люси» — сезон 1" (англ. I Love Lucy – Season 1) — (9 отдельных дисков, с пометкой «Volumes», первый том был выпущен 2 июля 2002 года, последний том — 23 сентября 2003 года).
- «Я люблю Люси — 1 сезон» (англ. I Love Lucy – Season 1) — (9 томов в бокс-сете, выпущены 23 сентября 2003 года).
- «Я люблю Люси — 50-й юбилейный выпуск» (англ. I Love Lucy – 50th Anniversary Special) — (1 диск, выпущен 1 октября 2002 года).
- «Я люблю Люси: фильм и другие раритеты» (англ. I Love Lucy: The Movie and Other Great Rarities) — (1 диск, выпущен 27 апреля 2010 года), был включён в качестве бонус-диска в полном комплекте сериала).
- «Лучшее из „Я люблю Люси“» (англ. The Best of I Love Lucy) — (2 диска: 14 серий, выпущен в июне 2011 года, в связи с 60-летием сериала, и с 100-летием Люсиль Болл, продавались исключительно через Target).

Все DVD издания показывают синдицированную заставку сердца, а также оригинальные заставки в качестве бонуса. С 6 сезон зрителям можно выбирать, смотреть ли серию с оригинальной заставкой в начале, или синдицированной. На DVD дисках «TV Land» эти бонусы не доступны.
Изначально первый сезон выходил по четыре эпизода на одном диске. После успешного выпуска 2, 3 и 4 сезонов в наборах, первый сезон был переиздан в виде коллекционного издания из семи дисков. после мастеринга новых дисков, чтобы уместить в него больше эпизодов, и тем самым сократить количество дисков в наборе. Для полного набора сериала, первый сезон переиздали заново, на этот раз его уместили на 6 DVD-дисках, сохранив все бонусные возможности. Первоначальные выпуски дисков первого сезона, ещё находились в продаже, редко и в основном занимали свободное место на витринах, из-за того, что новые выпуски сезона были более популярны. В 2012 году все коллекции сезонов были переизданы в прозрачных DVD-боксах «Amaray» стандартного размера, включая первый сезон, но уже с 6-дисковой версией, а не 7-дисковой.
Все вышедшие серии на дисках имеют английские и испанские субтитры.
В Австралии и Великобритании первые три сезона были наконец выпущены в «Районе 2» и «Районе 4», 3 августа 2010 года, от компании «SBC», распространяемой «Paramount». Первый сезон включал в себя пилотный выпуск и все 35 серий в наборе из 7 дисков. 2 и 3 сезоны состояли из 31 серии, каждый из сезонов разместили на 5 дисках, и оба сезона вышли в подарочной упаковке. Все три сезона были восстановлены и ремастированы. Все эпизоды появились в том же порядке, в котором они выходили в эфир, хотя в них не было указано, что некоторые эпизоды могут отличаться от оригинальный версий, которые были на телевидении. Неизвестно будут ли остальные сезоны выпущены так же индивидуально. Полный набор всех серий сериала, под названием «Я люблю Люси: Полная коллекция» (англ. I Love Lucy: Complete Collection), был запланирован к выпуску 6 апреля 2016 года, а в Великобритании — 30 мая 2016 года. Эта коллекция содержит 34 DVD диска, со всеми шестью сезонами «Я люблю Люси» и всеми тринадцатью эпизодами «Час комедии Люси-Деcи».
В сентябре 2018 года «Time-Life» выпустила DVD «Люси: Итоговая коллекция» (англ. Lucy: The Ultimate Collection), в котором собраны все 76 серий «Я люблю Люси», «Час комедии Люси-Дези», «Шоу Люси», «Вот-Люси», и короткий сериал от «ABC-TV» «Жизнь с Люси» (который раньше никогда не выпускали в качестве домашнего видео), а также разнообразные бонусы.
Коллекция DVD «Я люблю Люси: Раскрашенная коллекция» (англ. I Love Lucy: Colorized Collection) была выпущена 13 августа 2019 года. Она содержит все раскрашенные серии, которые выходили в эфир до выхода этой коллекции.

## Интересные факты

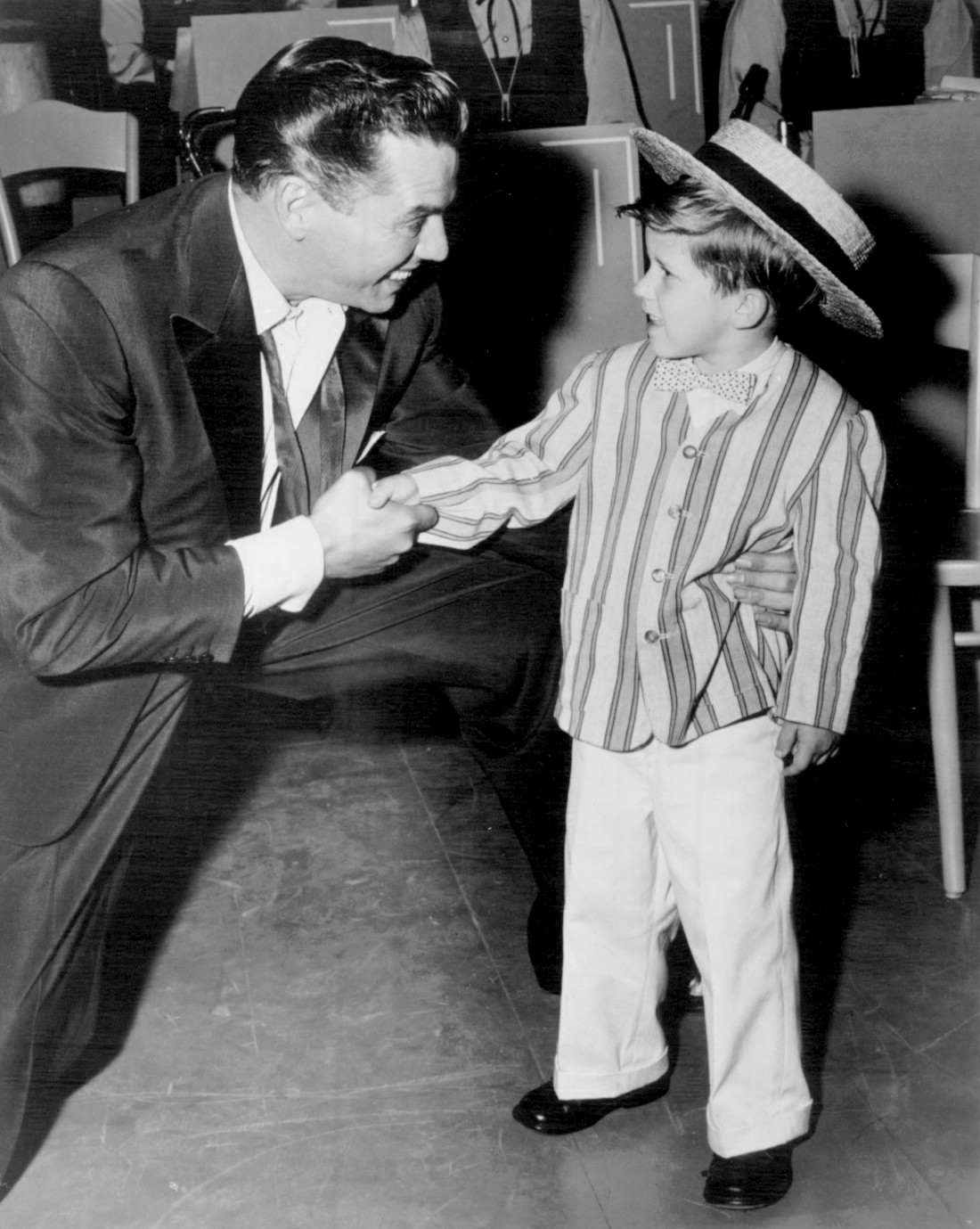
Деси Арнас со своим экранным сыном, роль которого исполнил Ричард Кит.

- Деси Арнас изобрёл повторный запуск эпизодов во время беременности его жены, переигрывая некоторые прошлые эпизоды (заменяя декорации и сюжетные линии) из первого сезона, чтобы предоставить Люсил Болл отдых после рождения их сына Деси Арнаса мл.[англ.].
- Люсиль Болл решила продолжать съёмки сериала, после того как ей приснился сон, в котором Кэрол Ломбард, близкая подруга Люси, погибшая в авиакатастрофе, посоветовала ей покинуть радио, и рискнуть сделать шоу на телевидении.
- Это шоу одно из первых, которое было снято в Голливуде, в то время, когда многие шоу были сделаны в прямом эфире в Нью-Йорке. Шоу совершило революцию в ситкомах в плане многокамерной съёмки. Все сцены снимались одновременно тремя камерами, после чего режиссёр отбирал наиболее удачные кадры.
- У Уильяма Фроули, были проблемы с алкоголем. По контракту, он должен был оставаться трезвым на протяжении всего шоу. Если присмотреться в большинстве сцен у его персонажа руки находятся глубоко в карманах, это делали для того, чтобы скрыть его дрожащие руки из-за алкогольной абстиненции.
- Фигура в форме атласного сердца, показанная в синдицированных сериях на титрах в начале и конце серии, не была оригинальной заставкой. Когда сериал первоначально транслировали на «CBS» на начальных титрах были анимированные фигуры Болл и Арнаса, а также рекламный продукт спонсора — например, сигареты «Philip Morris». Атласное сердце было создано и добавлено на начальные о конечные титры, когда «CBS» начала новую трансляцию сериала в 1958 году.
- Сценаристы отражали реальную жизнь актёров, создавая их персонажей. Люси Рикардо как и Люсиль Болл, родилась в Западном Джеймстауне, штат Нью-Йорк (как сказал актёр играющий врача, который принимал роды, в серии «Паспорт»), она училась в средней школе «Celeron» и будучи молодой девушкой приехала в Манхэттен. Рикки Рикардо как и Деси Арнас был родом с Кубы и оба управляли своим собственным музыкальным оркестром в Латинской Америке. Рикки и Люси, как Деси и Люсиль сбежали в Коннектикут, чтобы пожениться. Этель Мерц, как и Вивиан Вэнс, родом из Альбукерке, штат Нью-Мексико, где она и начала свою деятельность в шоу-бизнесе, начав с маленького театра в родном городе. Фред Мерц, как и Уильям Фроули когда-то жил на Среднем Западе, воспитывался на ферме, и в молодости был успешным артистом в водевиле.
- Все последующие годы, после окончания сериала Вивиан Вэнс рассказывала историю о своём контракте с «Я люблю Люси». Она говорила, что в её контракте был пункт, который гласил, что она всегда должна была весить на 10 фунтов больше Люсиль Болл. Был ли этот пункт правдой или шуткой неизвестно, Вэнс и Болл оставались хорошими друзьями и после съёмок, и часто смеялись и шутили по этому поводу на различных ток-шоу или интервью.
- В сериале появилось очень много известных голливудских знаменитостей, в качестве приглашённых звёзд. Из-за маленького бюджета, они снимались там не за деньги, а потому что им нравилось шоу, либо были близкими друзьями главных актёров. В этот список входят: Теннесси Эрни Форд, Уильям Холден, Джон Уэйн, Боб Хоуп, Уилл Райт[англ.], Эльза Ланчестер, Ван Джонсон, Орсон Уэллс, Рок Хадсон, Ив Арден, Шарль Буайе, Харпо Маркс, Барбара Пеппер, Пепито Перес, Пегги Ри[англ.], Херб Вигран[англ.], Барбара Иден, Артур К. Брайан[англ.], Джанет Уолдо, Ричард Кренна, Корнел Уайлд, Уидмарк, Ричард, Гэйл Гордон[англ.], Натали Шафер, Хедда Хоппер, Боб Джеллисон, Луис Николетти, Ричард Ривз[англ.], Дорис Синглтон[англ.], Хай Авербэк, Кэтрин Кард[англ.], Джей Новелло[англ.], Джордж Ривз, Мэри Джейн Крофт[англ.], Джерри Хауснер[англ.], Элизабет Паттерсон, Аарон Спеллинг, Росс Эллиотт, Ганс Конрид[англ.], Джонни Джейкобс и другие. Некоторые из этих людей были соседями их квартиры, а другие членами музыкальной группы.
- Рикки и Люси спали на односпальных кроватях, на протяжении всего сериала, в течение первых двух сезонов эти кровати были сдвинуты вместе. После рождения маленького Рикки, «CBS» предложила раздвинуть кровати, чтобы исключить сексуальный подтекст между парой. Единственных раз, после этого, когда мы видим, что Рикардо спят на сдвинутых кроватях, это первое время после их переезда в новую квартиру в доме Мерцев. Однако потом можно заметить, что они снова раздвинуты.
- По сей день многие ошибочно полагают, что маленький Рикки (которого сыграл Ричард Кит[англ.]) был сыном пары и в реальной жизни. Деси Арнас очень хорошо относился к мальчику, он часто проводил у них выходные и дружил с Деси Арнасом-младшим. У Арнаса было поразительное сходство с Ричардом, и тот тоже играл на барабанах.
- В сериях с быстрыми переодеваниями есть нюансы, подтверждающие съёмку шоу в прямом эфире: во многих сценах, когда Люси и Рики лежат в постели, стоит обратить внимание на то, как они ложатся в постель и встают. Всякий раз, когда в кадре видны ноги, можно заметить, что Деси Арнас носит чёрные носки вместе с пижамой. Люсиль Болл носила чулки (это можно заметить по тёмным пальцам и пяткам) под пижамой или халатом, которые были надеты на ней в сценах перед сном.
- Задняя дверь квартиры, которую так часто использовали Рикардо и Мерцы, на самом деле была характерной чертой старых зданий в Лос-Анджелесе, а не в Нью-Йорке.
- В марте 1977 года диско-версия саундтрека «Я люблю Люси» стала хитом. Она держалась в танцевальных чартах на протяжении трёх месяцев и в поп-чартах на протяжении семи недель.
- Гэйл Гордон[англ.] был первым кандидатом на роль Фреда Мерца, но он был занят в других проектах. Вторым кандидатом был Джеймс Глисон, но он тоже был не доступен. Когда на роль рассматривали Уильма Фроули, Арнас поддержал его кандидатуру. Ему говорили, что Фроули будет плохим выбором, потому что он бабник, игрок и алкоголик, но Арнас заявил: «Он идеален!». Причина этого замечания была в том, что они оба имели идентичный тип личности, почти как одинаковые близнецы, за исключением разницы в возрасте и происхождении. Фроули был американцем, а Арнас — кубинцем.
- В то время когда Рикардо и Мерцы пребывали в Голливуде, городской пейзаж за пределами гостиничного номера Рикардо повторяет вид, как он был виден с верхней части студии «Desilu» на бульваре Кауенга (ныне «Ren-Mar Studios»[англ.]), в двух кварталах к западу от Вайн-стрит, где снималось большинство сцен сериала. Большая часть достопримечательностей в Голливуде и на Вайн-стрит[англ.], которые были показаны в сериале, всё ещё можно увидеть и сейчас, более шестидесяти лет спустя. За исключением ресторана «Brown Derby»[англ.], который снесли ещё в 1980-х годах. Здание «Capitol Records Building»[англ.], во время съёмок сериала, находилось ещё в стадии строительства, поэтому его не видно на кадрах. «Beverly Palms Hotel» — это не настоящее название отеля, но его интерьеры и внешний вид были оформлены в стиле Отель «Плаза»[англ.], Отель «Рузвельт» и Отель «Беверли-Хиллз».
- В эпизоде «Рикки почувствовал себя беременным», Люси читает журнал «McCall`s». На его обложке можно заметить изображение ребёнка, а рядом с ним название сериала.
- Адрес семьи Рикардо был 623 Е. 68th Street. На 68-й улице на Манхэттене дома идут только до 500, так что их дом должен находиться посреди Ист-Ривер.
- Всегда нужно было готовиться заранее к тому, что Люси вот-вот ударят чем-то по лицу (торт, вода и т. д.) для того, чтобы Люсиль Болл убрала свои фирменные накладные ресницы.
- На протяжении жизни в нью-йоркской квартире у Рикардо было три разных телефонных номера: Первым был «Мюррей-Хилл 5-9975» (то есть 695-9975); вторым — «Круг 7-2099» (247—2099); третьим и последним  — «Мюррей Хилл 5-9099» (695-9099). Все эти номера на самом деле были не зарегистрированными телефонными номерами компании «New York Bell Telephone Company». Когда номера были введены в эксплуатацию, компания связывалась с продюсерами шоу и давала им новый номер для использования. «Мюррей-Хилл» и «Круг» были также настоящими номерами, используемыеми на Манхэттене в 1950-х годах.
- Спонсорами сериала были: компании «Fillip Morris», «Cheer Detergent»[англ.], «Procter & Gamble» и «Lilt Home Permanent».
- «CBS» вырезали примерно по 4 минуты из каждого эпизода (чтобы увеличить количество рекламных роликов), во время работы над телевизионными сериями. Чаще всего убирали кадры в начале и конце серии.
- Часто говорят, что этот сериал - первое теле-шоу, которое использовало формат многокамерной съёмки. На самом деле другие шоу использовали такой же формат до этого, одно из них «Жизнь семейства Райли»[англ.] (1949) Джеки Глисона, которое так же снимали с помощью трёх камер и с использованием плёнки.
- Сериал «Моя маленькая Марджи»[англ.] (1952), была «летней заменой» сериала на «CBS» в 1952 году, поскольку тогда ещё не было повторов.
- У Уильма Фроули был пункт в контракте, который освобождал его от съёмок, если его любимая команда «Нью-Йорк Янкис» принимала участие в «Мировой серии», во время съёмок сериала. Бейсбольная команда участвовала в серии каждый год, кроме 1954. Поэтому персонаж Фреда Мерца не появляется в некоторых эпизодах.
- Во вторник 11 августа 2009, почтовая служба США, выпустила 20 видов почтовых марок, посвящённые прошлым телевизионным программам США. Был также выпущен буклет со всеми памятными почтовыми марками. На марке в честь сериала были изображены Люсиль Болл и Вивиан Вэнс, момент из эпизода «Поменялись местами» (1952), где Люси и Этель работают с конвейерной лентой на шоколадной фабрике. Другие шоу, которые были отмечены марками в выпуске «Ранние телевизионные воспоминания»: «Приключения Оззи и Харриет» (1952—1966), «Альфред Хичкок представляет» (1955—1962), «Шоу Дины Шор»[англ.] (1951—1960), «Облава»[англ.] (1951—1959), «Шоу Эда Салливана» (первоначальное название «Городской тост») (1948—1971), «Шоу Джорджа Бернса и Грейси Аллен»[англ.] (1950—1958), «Хопалонг Кессиди» (1952), «Новобрачные» (1955—1956), «Шоу Хауди Дуди»[англ.] (оригинальное название: «Кукольный театр») (1947—1960), «Кукла, Фрэн и Олли»[англ.] (1947—1957), «Лесси» (1954—1973), «Одинокий рейнджер»[англ.] (1949—1957), «Перри Мейсон» (1957—1966), «Шоу Фила Силверса»[англ.] (1955—1959), «Шоу Реда Скелтона»[англ.] (1951—2016), «Шоу Милтона Берла» (Известен под названием «Театр звёзд Техассо с Милтоном Берлом») (1948—1956), «Вечернее шоу» (первоначальное название «Сегодня вечером») (1953—1957), «Сумеречная зона» (1959—1964) и «Ставка — жизнь»[англ.] (1950—1961).
- В эпизоде «Люси и Этель покупают одинаковые платья», Болл и Вэнс поют «Песню о дружбе» Коула Портера. Люсиль Болл ранее исполняла эту песню с Редом Скелтоном и Джином Келли в фильме «ДюБари была дамой»[англ.] (1942).
- Персонажи Фреда и Этель Мерц отсутствовали в нескольких эпизодах первого сезона: ни Фред, ни Этель не появились в пилотном эпизоде, а также в сериях «Дела любовные» и «Юные поклонники». Этель появляется без Фреда в эпизодах: «Викторина» и «Люси ревнует к танцовщице». Фред появился без Этель в эпизодах «Прослушивание» и «Люси снимается в рекламе».
- Шоу не использовало никаких записей смеха, и весь закадровый смех был настоящей реакцией аудитории в студии. Некоторые эпизоды, которые невозможно было снимать перед живой аудиторией, позже были позже показаны на экране перед ней, а смех от просмотра этих эпизодов был записан на звуковую дорожку. После чего этот смех иногда использовали в качестве закадрового смеха в других ситкомах.